# Умершие в марте 2017 года
Это список известных людей, соответствующих установленным критериям значимости (см. Википедия:Критерии значимости персоналий), умерших в марте 2017 года.
Причина смерти указывается лишь в исключительных случаях (убийство, самоубийство, гибель в результате военных действий, смертная казнь, ДТП или несчастные случаи). В остальных случаях — не указывается.

## 31 марта

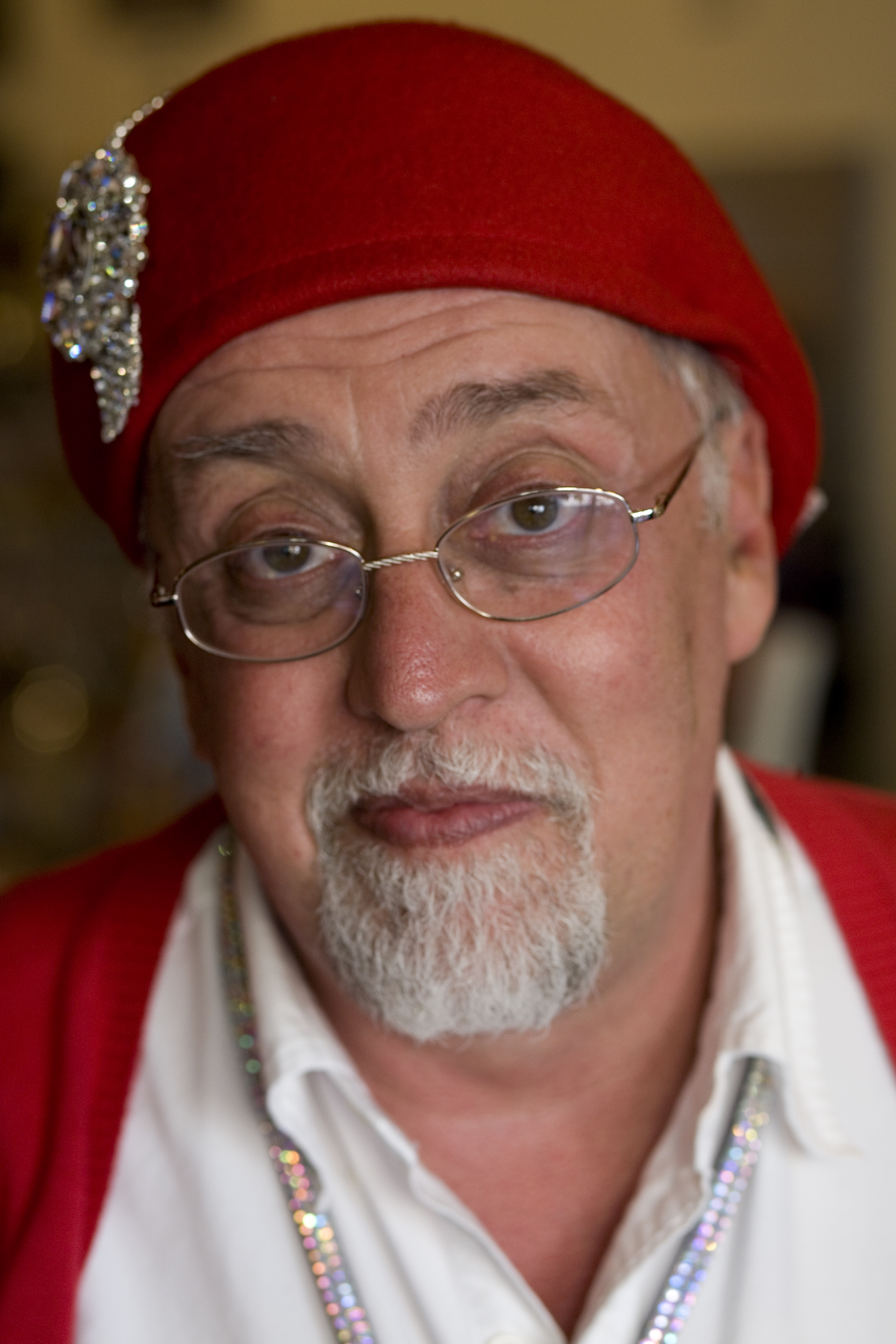
Гилберт Бейкер

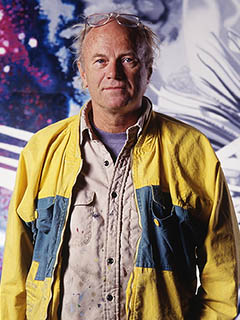
Джеймс Розенквист

- Акчатепе, Халит (79) — турецкий актёр, лауреат Международного анталийского кинофестиваля (2011)[1].
- Бейкер, Гилберт (65) — американский художник и гражданский активист, разработавший в 1978 году символ ЛГБТ-движения — радужный флаг[2].
- Возбранный, Валерий Викторович (77) — советский и российский журналист, главный редактор газеты «Молодой коммунар» (1972—1976), газеты «Позиция» (с 1990-х годов)[3].
- Калик, Михаил Наумович (90) — советский и израильский кинорежиссёр[4].
- Каххаров, Гафур (90) — советский и таджикский партийный и общественный деятель, организатор сельскохозяйственного производства, депутат Верховного Совета Таджикской ССР, член ЦК Компартии Таджикистана[5].
- Коулман, Уильям Таддеус (96) — американский юрист и государственный деятель, министр транспорта США (1975—1977)[6].
- Крук, Эрвин (75) — польский поэт, журналист, депутат Сената Польши I созыва[7].
- Розенквист, Джеймс (83) — американский художник, один из представителей поп-арта[8].
- Филлипс, Джон (65) — британский футболист, вратарь клуба «Челси» (1970—1980)[9].

## 30 марта
- Канивец, Владимир Васильевич (93) — украинский и советский драматург, прозаик, эссеист[10].
- Кочандрле, Владимир (83) — чешский хирург, первый в этой стране выполнивший операцию по пересадке сердца (1984)[11].
- Мерзликина, Аля Яковлевна (76) — советская и российская художница-керамист[12].
- Моргун, Николай Сергеевич (72) — советский, украинский и российский живописец, председатель крымского отделения Союза художников России, заслуженный художник Украины (2004)[13].
- Ореховский, Александр Игнатьевич (85) — советский и российский философ и поэт, доктор философских наук, профессор[14].
- Стреднянски, Эрнест (87) — словацкий телевизионный режиссёр, журналист и редактор «Радио „Свободная Европа“» (1969—1975) и радио «Голос Америки» (1986—1999), лауреат премии «Эмми» (1981)[15].
- Харви, Дональд (64) — американский серийный убийца[16].
- Хэмлин, Рози (71) — американская эстрадная певица и композитор[17].
- Чередниченко, Валерий Евгеньевич (76) — советский и украинский тренер по лёгкой атлетике, тренер сборной Украины, заслуженный тренер УССР, заслуженный работник физической культуры и спорта Украины (2008)[18].

## 29 марта

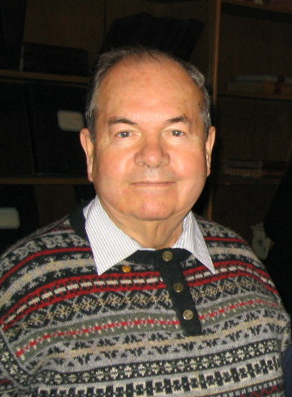
Алексей Абрикосов

- Абрикосов, Алексей Алексеевич (88) — советский, российский и американский физик-теоретик, академик РАН (1991; академик АН СССР с 1987), лауреат Нобелевской премии по физике (2003)[19].
- Выборнов, Юрий Викторович (71) — советский и российский журналист-международник и теоретик футбола, отец спортивного комментатора Константина Выборнова[20].
- Глушаков, Валерий Николаевич (58) — советский и российский футболист (полузащитник), выступавший за московский «Спартак» (1976—1977 и 1979) и ЦСКА (1980—1984, 1988 и 1995), чемпион СССР (1979); тренер, мастер спорта СССР[21].
- Гуйбович, Альдо (64) — перуанский эстрадный певец, солист-вокалист группы Los Pasteles Verdes[22].
- Жуковский, Александр Михайлович (77) — советский и российский хоровой дирижёр, художественный руководитель Ивановской хоровой капеллы мальчиков (с 1984 года), заслуженный работник культуры РСФСР[23].
- Касач, Зденко (92) — словацкий литературовед, профессор[24].
- Латышев, Анатолий Васильевич (68) — советский и российский математик, доктор физико-математических наук, профессор, заслуженный деятель науки Российской Федерации (2007), заслуженный работник высшей школы Российской Федерации (1999)[25].
- Нолль, Жоау Жилберту (70) — бразильский писатель[26].
- Огрис, Эрнст (49) — австрийский футболист и футбольный тренер[27].

## 28 марта

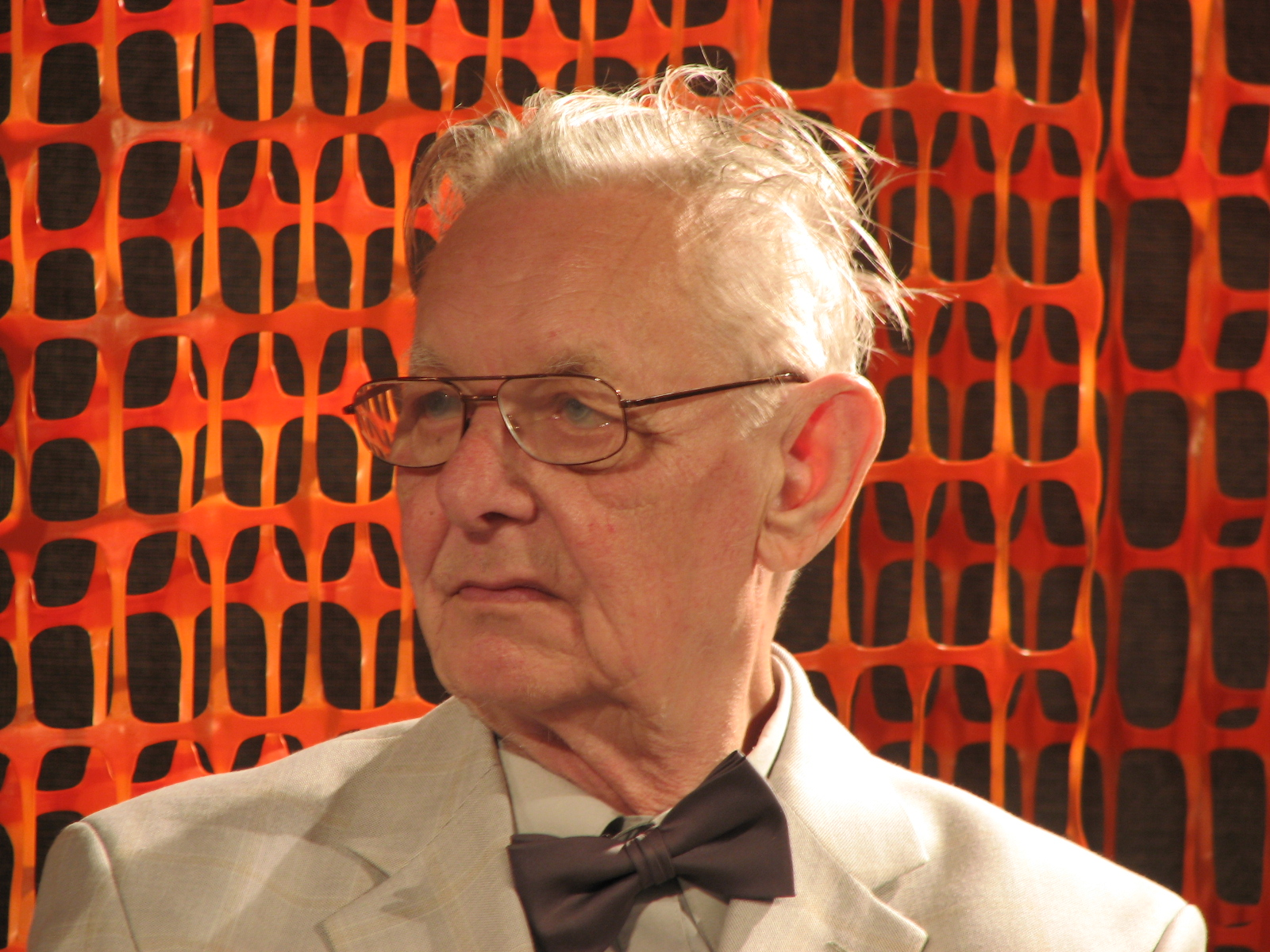
Энн Ветемаа

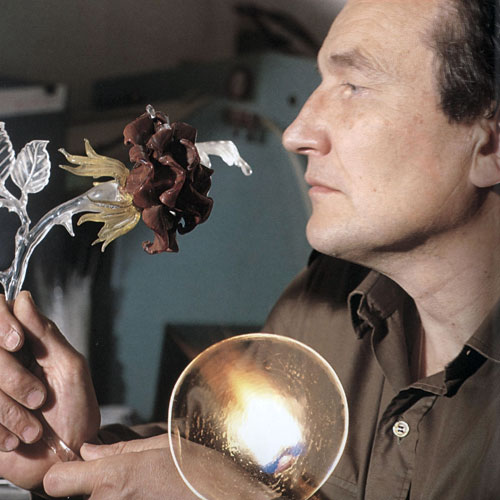
Алексей Зеля

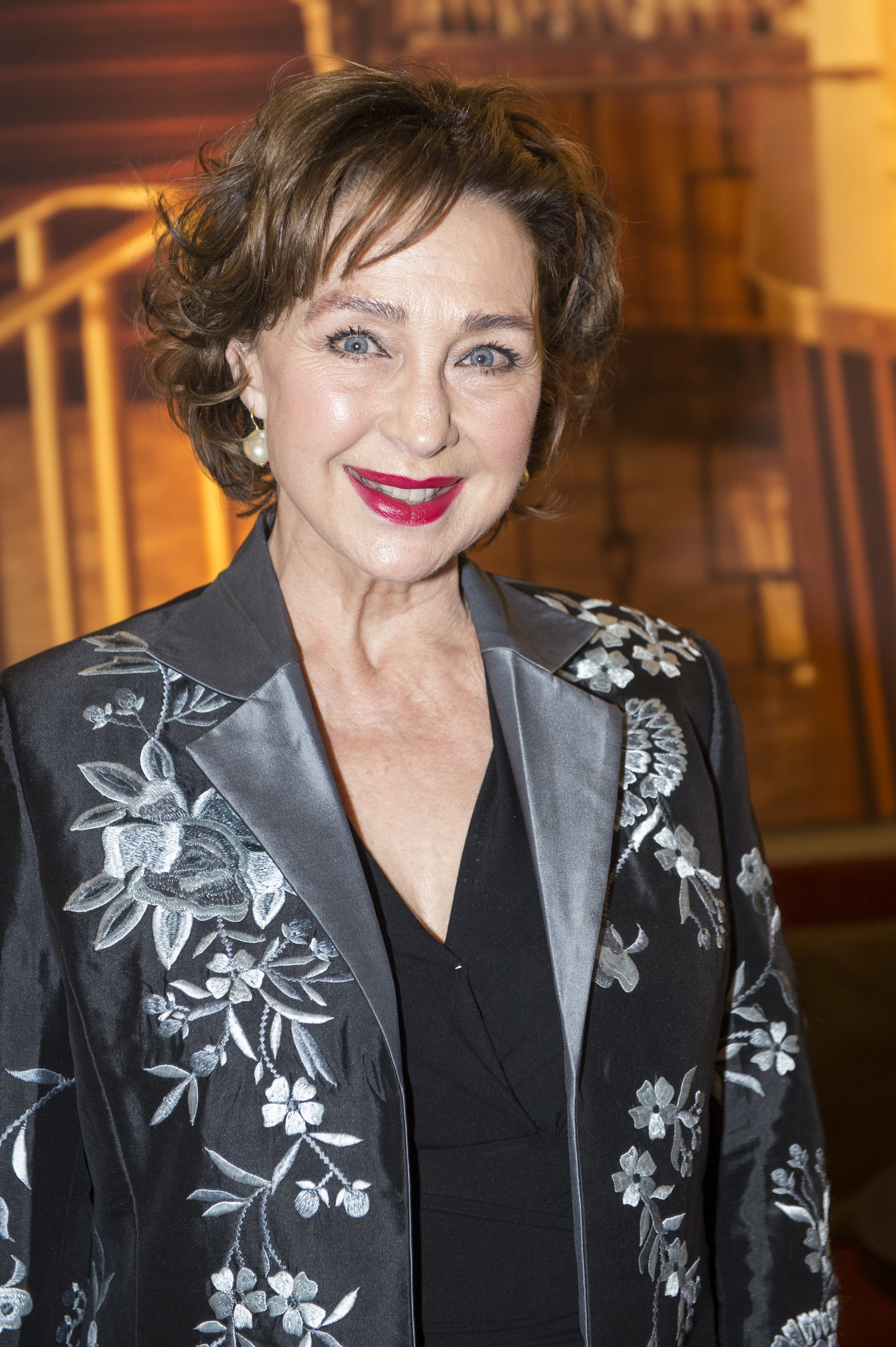
Кристина Кауфманн

- Алиса Бурбон-Пармская (99) — испанская и итальянская инфанта[28].
- Ветемаа, Энн Артурович (80) — эстонский писатель, поэт, сценарист, переводчик и композитор[29].
- Гончаров, Пётр Терентьевич (87) — советский бригадир-строитель, Герой Социалистического Труда (1979)[30].
- Дементьев, Николай Иванович (93) — участник Великой Отечественной войны, полный кавалер ордена Славы[31].
- Зеля, Алексей Олегович (72) — советский и российский художник, мастер художественного стеклоделия, народный художник Российской Федерации (1993)[32].
- Катрада, Ахмед Мохамед (87) — южноафриканский политический деятель и правозащитник, борец за права чернокожего населения ЮАР, соратник Нельсона Манделы[33].
- Кауфманн, Кристина (72) — германская киноактриса; лейкоз[34].
- Кудринский, Вячеслав Николаевич (77) — советский хоккеист с мячом, чемпион РСФСР, заслуженный работник физической культуры Российской Федерации (1992)[35].
- Кухар, Валерий Павлович (75) — украинский химик, академик (1985) и вице-президент (1988—1993) НАНУ[36].
- Лерно, Льевен (89) — бельгийский шоссейный велогонщик, серебряный призёр чемпионата мира по шоссейному велоспорту в Валкенбюрг-ан-де-Гёле 1948[37].
- Макферсон, Уильям (84) — американский писатель и журналист, лауреат Пулитцеровской премии (1977)[38].
- Скоморохов, Иван Георгиевич (93) — советский и российский писатель, участник Великой Отечественной войны[39].
- Сутто, Джанин (95) — канадская актриса[40].
- Худавердиев, Фируз (77) — советский и азербайджанский актёр театра и кино, заслуженный артист Азербайджана (2002)[41].

## 27 марта
- Биццотто, Ромоло (92) — итальянский футболист («Ювентус»)[42].
- Блайт, Артур (76) — американский композитор и саксофонист[43].
- Величко, Валерий Иванович (74) — советский и российский актёр театра и кино, артист Свердловского театра драмы (с 1965 года), заслуженный артист Российской Федерации (2004)[44].
- Граймс, Эдвард (43) — американский музыкант (Rachel's)[45].
- Ишутин, Евгений Николаевич (82) — советский и российский поэт[46].
- Капсызов, Велик (81) — болгарский гимнаст, бронзовый призёр летних Олимпийских игр в Риме (1960)[47].
- Кёртис, Клем (76) — британский рок-певец, солист группы The Foundations (1966—1968); рак лёгких[48].
- Куссмауль, Райнер (70) — немецкий скрипач и дирижёр, лауреат премии «Грэмми» (2005)[49].
- Мезер, Василий Васильевич (68) — советский и российский художник, заслуженный художник Российской Федерации (2006)[50].
- Мудрик, Эдуард Николаевич (77) — советский футболист, серебряный призёр чемпионата Европы (1964), заслуженный мастер спорта России (2007)[51].
- Стори, Дэвид (83) — британский писатель («Такова спортивная жизнь»)[52].

## 26 марта

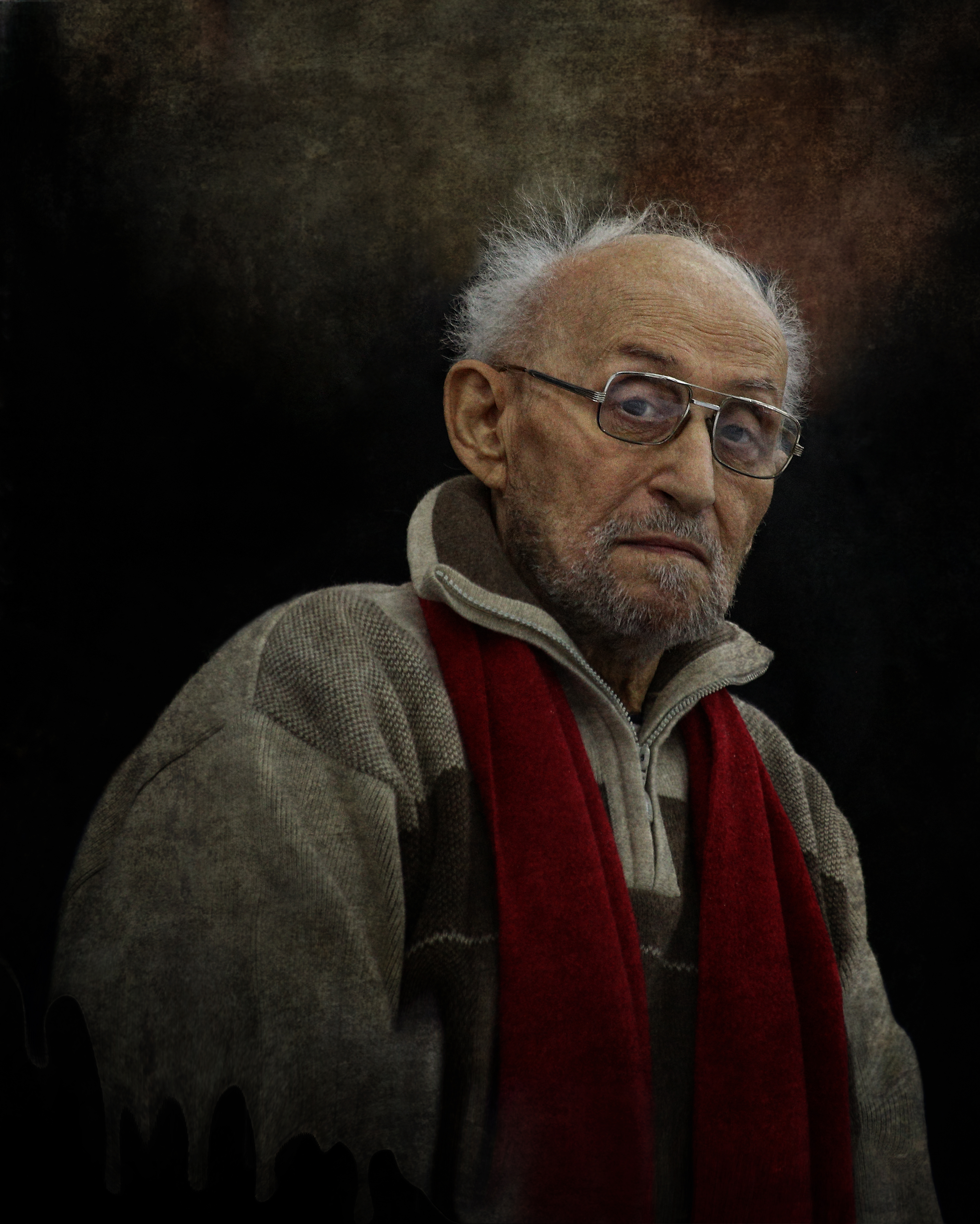
Май Данциг

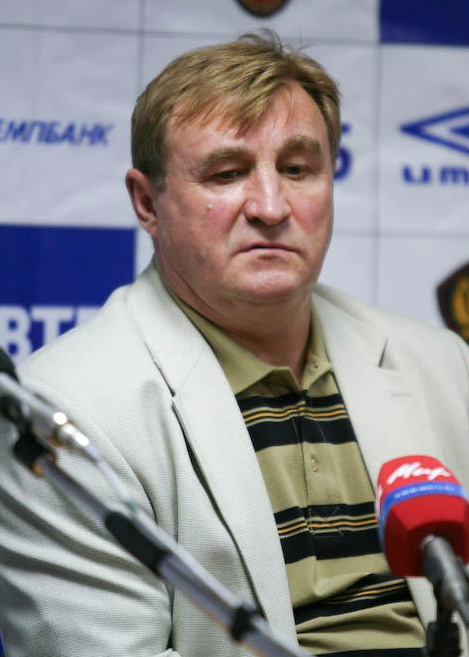
Владимир Казачёнок

- Алессандрони, Алессандро (92) — итальянский композитор и музыкант[53].
- Арушанян, Лоренц (82) — советский и армянский актёр театра и кино, артист Армянского академического театра драмы имени Сундукяна, народный артист Армении[54].
- Данциг, Май Вольфович (86) — советский и белорусский художник, народный художник Беларуси (1995)[55] Архивная копия от 27 марта 2017 на Wayback Machine.
- Дотсон, Джимми (83) — американский певец[56].
- Казачёнок, Владимир Александрович (64) — советский футболист, заслуженный тренер России[57].
- Кейтс, Дарлин (69) — американская актриса[58].
- Круминя, Бригита (73) — советский и латвийский режиссёр и сценарист документального кино, актриса, специалист по японскому языку[59].
- Олдфилд, Брайан (71) — британский легкоатлет, мировой рекордсмен в толкании ядра (1975)[60].
- Петрова, Бояна (68) — болгарская переводчица, дочь поэта, сценариста и драматурга Валерия Петрова[61].
- Прокопьев, Анисим Григорьевич (91) — советский и российский якутский скульптор, участник Великой Отечественной войны, заслуженный работник культуры Якутской АССР, народный мастер-прикладник Республики Саха-Якутия[62].
- Солдатов, Пётр Григорьевич (82) — советский и российский актёр театра и кино (www.kino-teatr.ru).
- Шпинарова, Вера (65) — чешская эстрадная певица; инфаркт[63].

## 25 марта

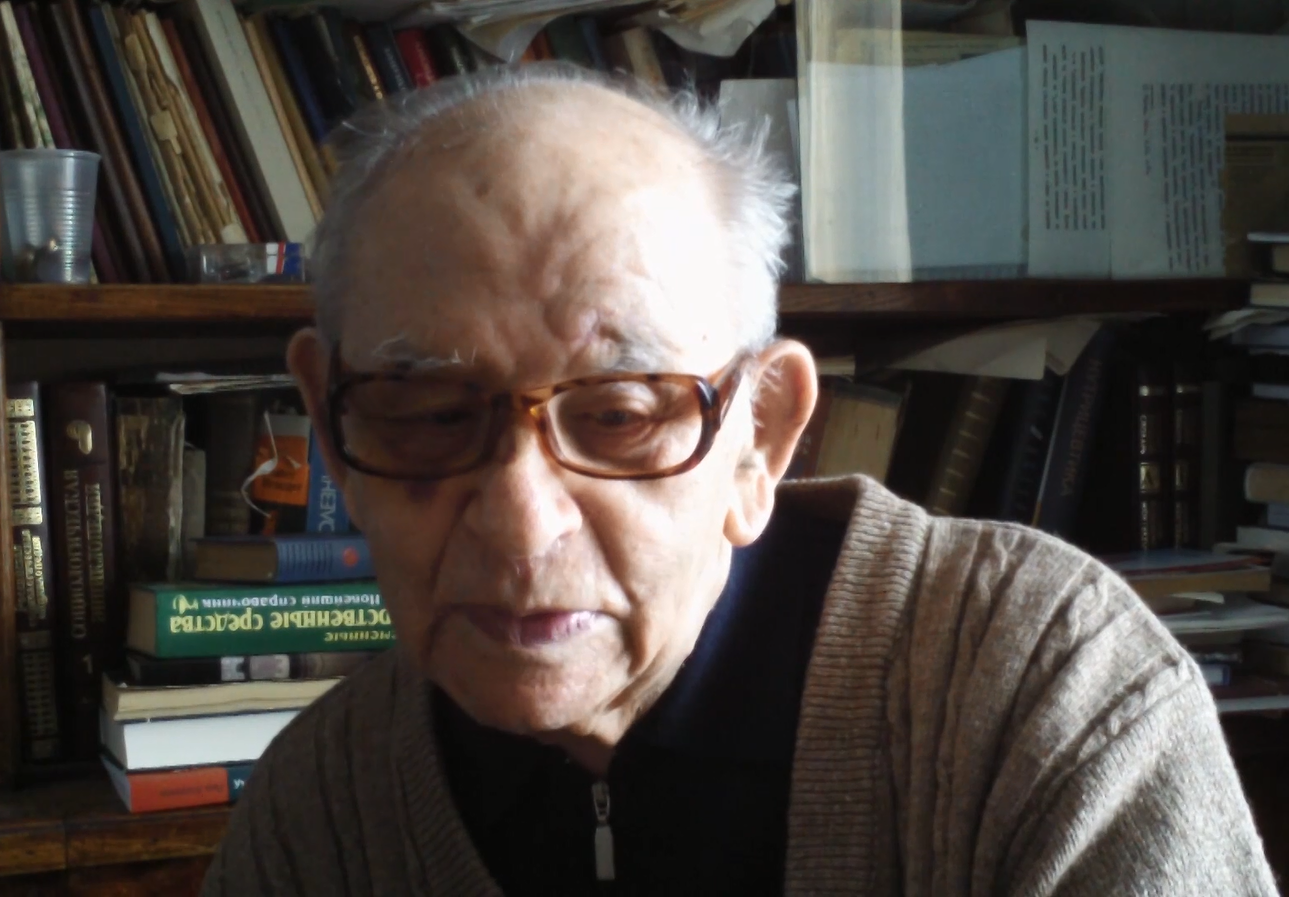
Теодор Ойзерман

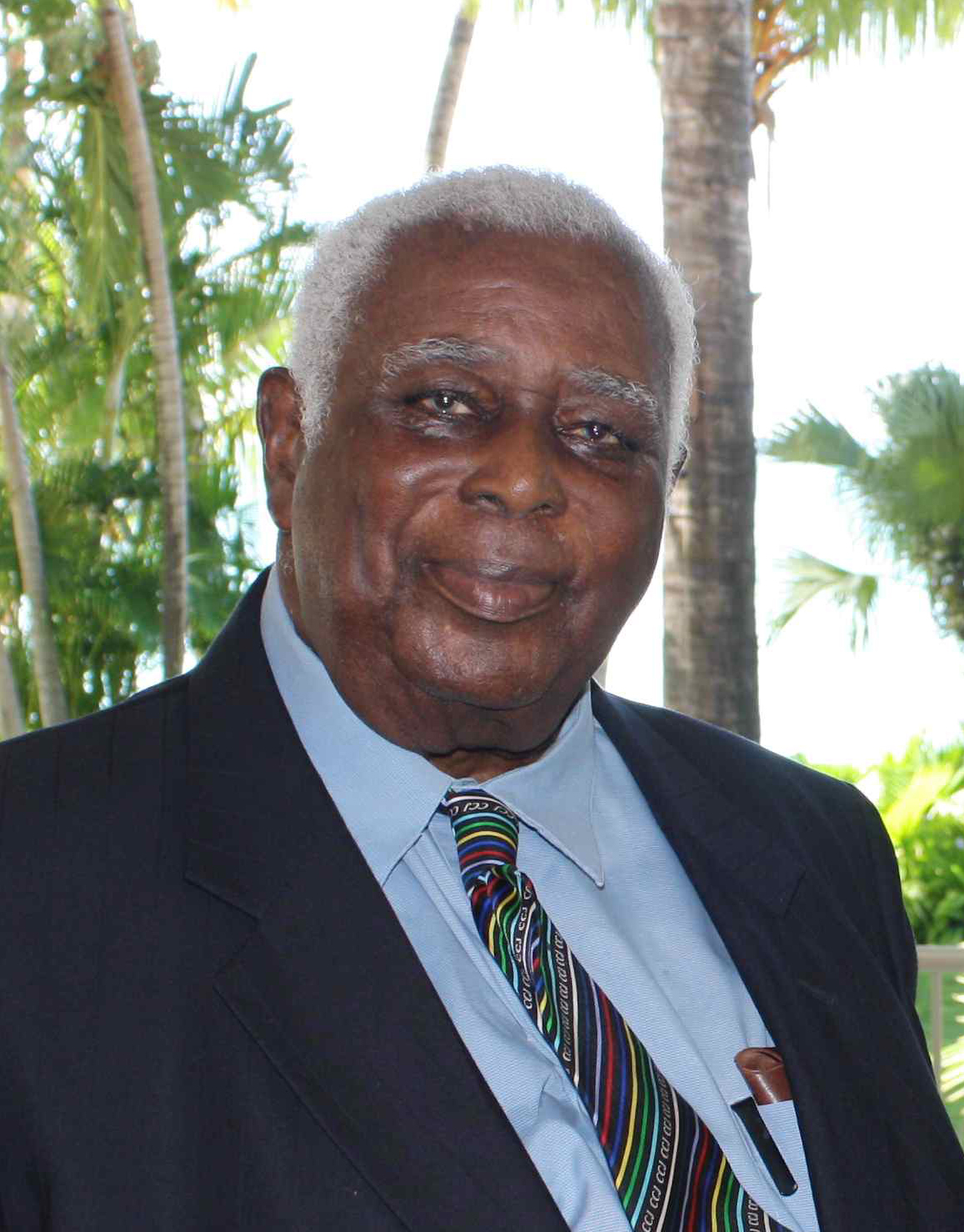
Катберт Себастьян

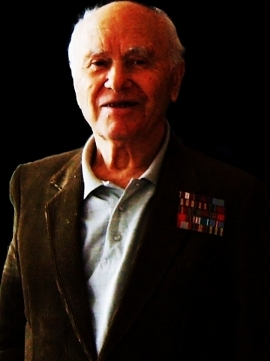
Василий Соколов

- Воронцов, Михаил Иванович (82) — советский и российский актёр, заслуженный артист РСФСР (1989)[64].
- Гаулидер, Франтишек (66) — словацкий государственный деятель, депутат Национального Совета Словацкой Республики; несчастный случай[65].
- Доак, Гэри (71) — канадский хоккеист, защитник. Обладатель Кубка Стэнли (1970) в составе «Бостон Брюинз»[66].
- Зажечный, Павел (56) — польский спортивный комментатор и публицист[67].
- Зайлер, Эрнст Фридрих (82) — японский пианист германского происхождения[68].
- Иванов, Михаил Спиридонович (Багдарыын Сулбэ) (88) — советский и российский якутский филолог-топонимист, старший научный сотрудник Института гуманитарных исследований Академии наук Республики Саха (Якутия) (1983—2003)[69].
- Капитани, Джорджо (89) — итальянский кинорежиссёр и сценарист[70].
- Майхос, Кристи (67) — американский политик-республиканец и бизнесмен[71].
- Ниятбаев, Владимир Шамарбаевич (84) — российский краевед, писатель, общественный деятель[72].
- Ойзерман, Теодор Ильич (102) — советский и российский философ и историк философии, академик РАН (1991; академик АН СССР с 1981)[73].
- Салихов, Рафаэль Гирфанович (84) — советский и российский театральный актёр, артист Салаватского государственного башкирского драматического театра (1956—2012), народный артист Республики Башкортостан (1993)[74].
- Себастьян, Катберт (95) — государственный деятель Сент-Китса и Невиса, генерал-губернатор Сент-Китса и Невиса (1996—2013)[75].
- Соколов, Василий Васильевич (97) — советский и российский философ, заслуженный профессор МГУ (1994), участник Великой Отечественной войны[76]..
- Сорокин, Павел Владимирович (87) — советский и украинский физик, соавтор открытия бозона Хиггса, профессор, заслуженный деятель науки и техники Украины[77].
- Станчак, Юлиан (88) — польский и американский художник[78].

## 24 марта

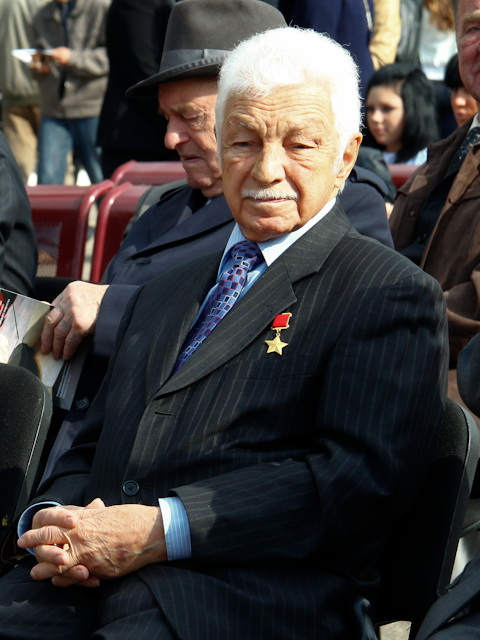
Степан Микоян

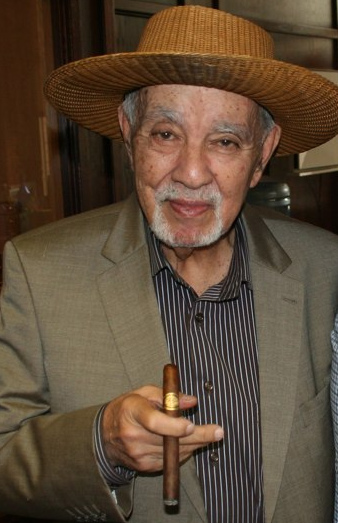
Аво Увезян

- Абаджиев, Иван (85) — болгарский тяжелоатлет и тренер по тяжёлой атлетике, главный тренер сборных Болгарии (1969—1989, 1997—2000) и Турции (1995—1996)[79].
- Вахтомин, Николай Кононович (93) — советский философ, доктор философских наук (1972), профессор[80].
- Влад, Павел Фёдорович (80) — советский и молдавский химик, академик (1992), вице-президент Академии наук Республики Молдова (1995—2004)[81].
- Волошин, Иван Фёдорович (106) — советский и российский шахматист, участник Великой Отечественной войны[82].
- Микоян, Степан Анастасович (94) — советский лётчик-испытатель, генерал-лейтенант авиации в отставке, Герой Советского Союза (1975), сын Анастаса Микояна[83].
- Морозов, Юрий Алексеевич (63) — советский и российский тренер по футболу, лауреат премии Ленинского комсомола[84].
- Пелен, Лео (48) — нидерландский велогонщик, серебряный призёр летних Олимпийских игр в Сеуле (1988)[85].
- Руверол, Джин (100) — американская актриса и сценарист[86].
- Увезян, Аво (91) — американский джазовый музыкант, композитор и бизнесмен армянского происхождения[87].
- Хаммерер, Хуберт (91) — австрийский стрелок, чемпион летних Олимпийских игр в Риме (1960)[88].
- Шоттон, Питер (75) — британский музыкант (The Quarrymen)[89].
- Шрир, Авраам (84) — израильский государственный деятель, министр туризма (1981—1988) и юстиции (1986—1988) Израиля[90].

## 23 марта

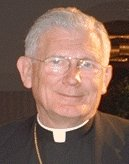
Уильям Генрих Килер

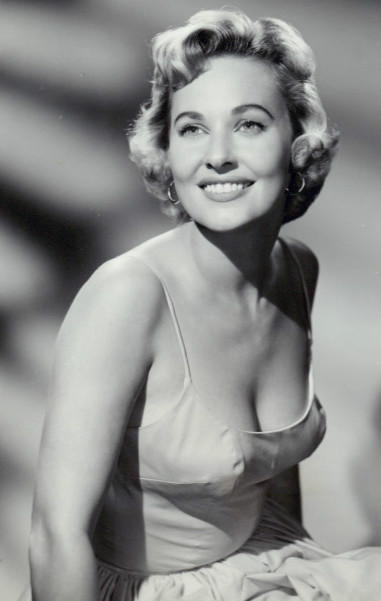
Лола Олбрайт

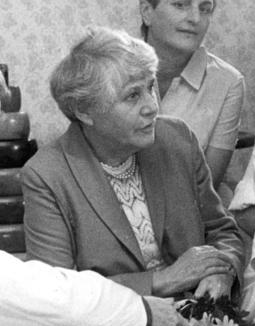
Ингеборг Рапопорт

- Айнштейн, Меир (65) — израильский спортивный комментатор[91].
- Аннанов, Керим Бабаевич (57) — туркменский актёр, режиссёр, сценарист [kino-teatr.ru/kino/screenwriter/ros/42054/bio/].
- Бархударян, Владимир Бахшиевич (89) — советский и армянский историк, заслуженный деятель науки Республики Армения (2003)[92].
- Бентивольо, Мирелла (95) — итальянская поэтесса и скульптор[93].
- Вороненков, Денис Николаевич (45) — российский политический деятель, депутат Государственной думы Федерального собрания Российской Федерации VI созыва; убит[94].
- Дубровский, Серж (88) — французский писатель, основоположник автофикшна[95].
- Дьяченко, Юрий Петрович (77) — советский и украинский футбольный функционер, заместитель руководителя Киевского футбольного клуба «Динамо»[96].
- Килер, Уильям Генрих (86) — американский кардинал, епископ Гаррисберга (1983—1989), архиепископ Балтимора (1989—2007)[97].
- Оксентян, Нина Ивановна (100) — советский и российский органист, народная артистка Российской Федерации (2007), профессор Санкт-Петербургской государственной консерватории им Н. А. Римского-Корсакова[98].
- Олбрайт, Лола (92) — американская киноактриса и певица[99].
- Попов, Стоян (83) — болгарский оперный певец (баритон)[100].
- Плакида, Виктор Иванович (55) — российский предприниматель, директор Национального научно-исследовательского центра истории и развития космонавтики (с 2015 года)[101].
- Рапопорт, Ингеборг (104) — немецкий педиатр-неонатолог[102] Архивная копия от 17 декабря 2018 на Wayback Machine.
- Тизон, Алекс (57) — американский журналист филиппинского происхождения. Лауреат Пулитцеровской премии в области расследовательской журналистики (1997)[103].
- Ульбашев, Азнор Жанибекович (87) — советский и российский балкарский актёр и певец, народный артист Кабардино-Балкарской Республики[104].
- Фарр, Ли (89) — американский актёр[105].

## 22 марта

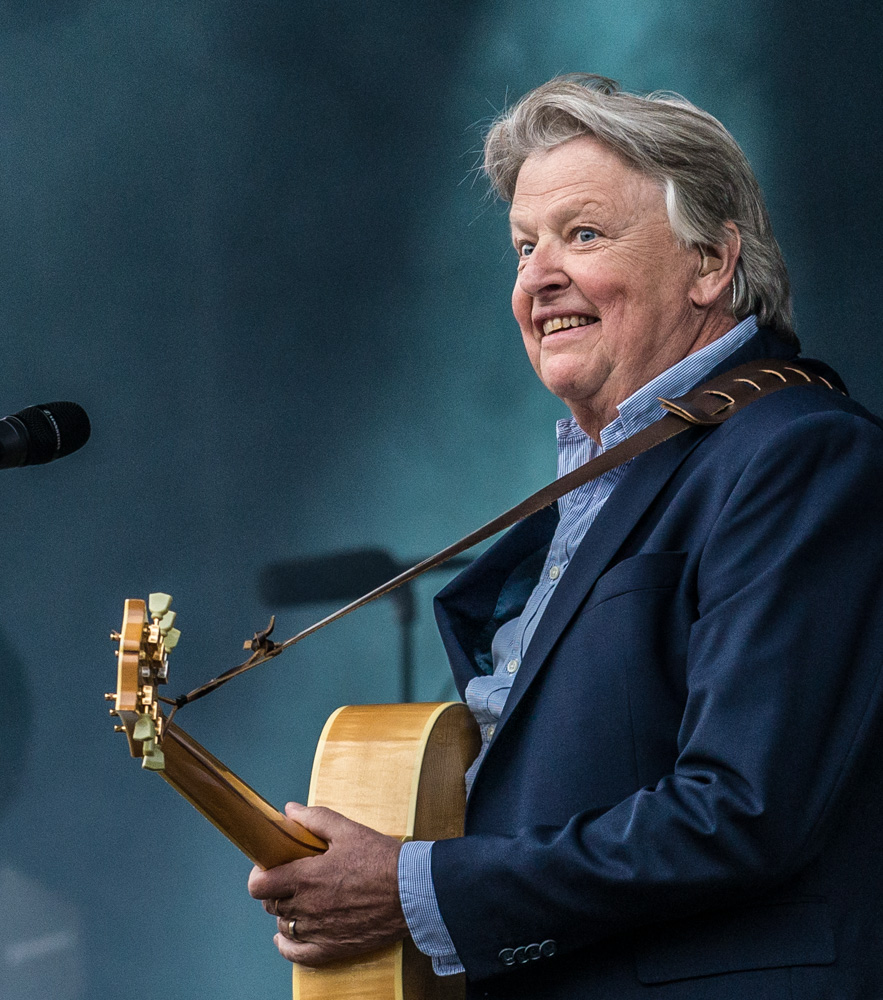
Свен-Эрик Магнуссон

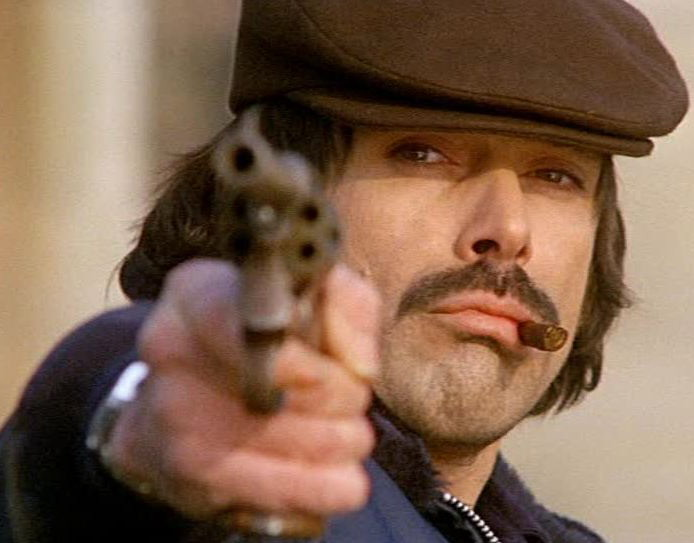
Томас Милиан

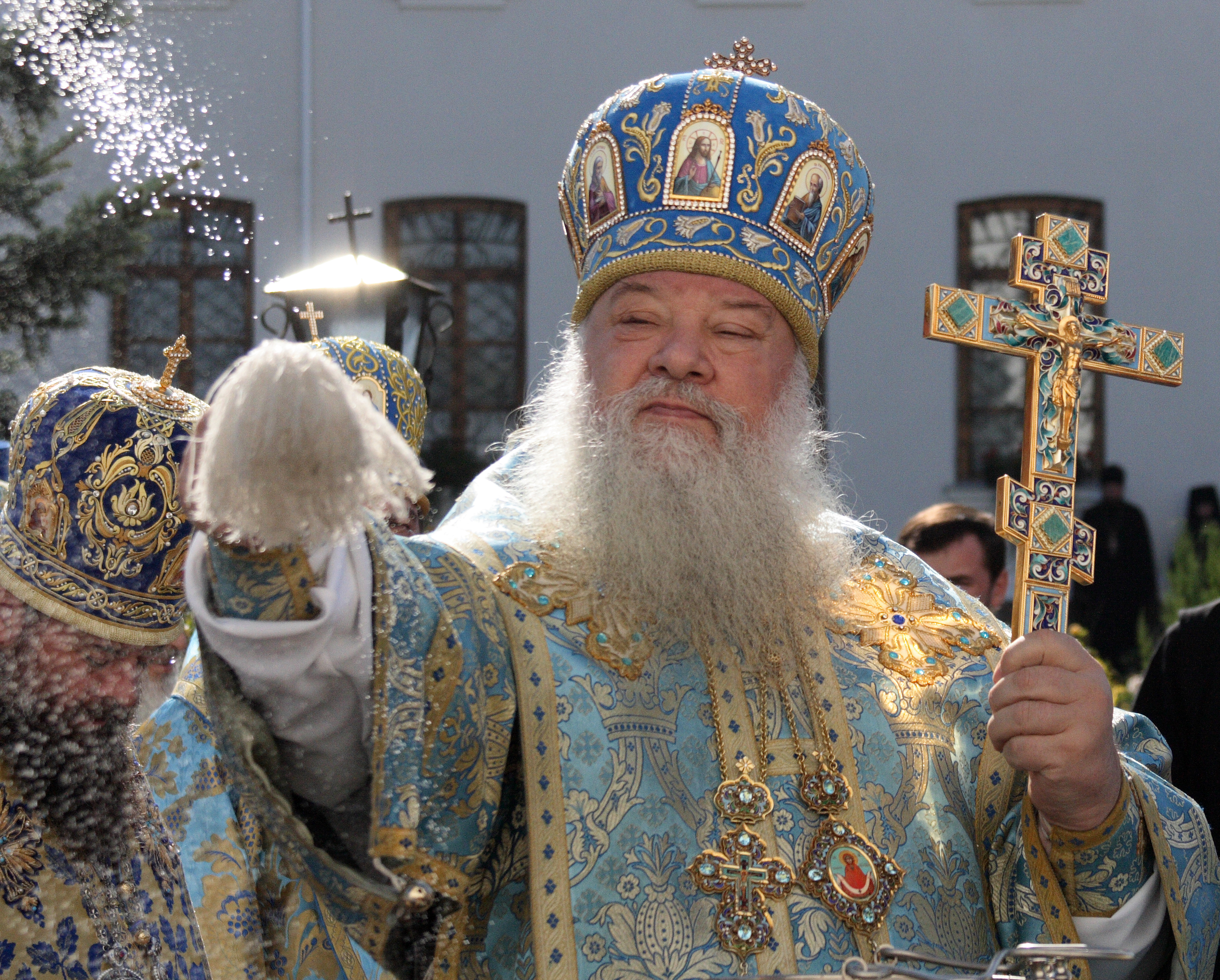
Нифонт (Солодуха)

Лембит Ульфсак

- Араки, Кэнго (99) — японский синолог и специалист по древнекитайской философии[106].
- Бобылев, Сергей Андреевич (95) — советский военачальник, начальник политуправления Войск ПВО (?—1978), генерал-полковник в отставке[107].
- Велла, Кристина (75) — американская писательница и историк[108].
- Кайгер, Джоанн (82) — американская поэтесса, представительница бит-направления; рак лёгких[109].
- Кёсева, Цветана (64) — болгарский историк, профессор, директор Национального исторического музея Болгарии (2009—2011)[110].
- Климент, Александр (88) — чешский писатель и киносценарист[111].
- Магнуссон, Свен-Эрик (74) — шведский эстрадный певец[112].
- Милиан, Томас (84) — кубино-американский актёр[113].
- Монталь Коста, Агусти (82) — испанский футбольный менеджер, президент футбольного клуба «Барселона» (1969—1977)[114].
- Моран, Ронни (83) — британский футболист, защитник («Ливерпуль»)[115].
- Нечепорчукова, Матрёна Семёновна (92) — участница Великой Отечественной войны, полный кавалер ордена Славы[116].
- Нифонт (Солодуха) (68) — архиерей УПЦ МП, митрополит Волынский и Луцкий (1992—2016)[117].
- Савченкова, Мария Владимировна (99) — советская и российская художница, народный художник Российской Федерации (2002)[118].
- Сато, Дайсукэ (52) — японский мангака (Highschool of the Dead)[119].
- Суслов, Илья Петрович (83) — советский писатель и журналист[120].
- Ульфсак, Лембит Юханович (69) — советский и эстонский актёр, народный артист Эстонской ССР (1986)[121].
- Хашиан, Сайб (67) — американский рок-музыкант, барабанщик рок-группы Boston (1976—1983)[122].
- Штахова, Гелена (72) — чешская актриса-кукольник и режиссёр[123].

## 21 марта

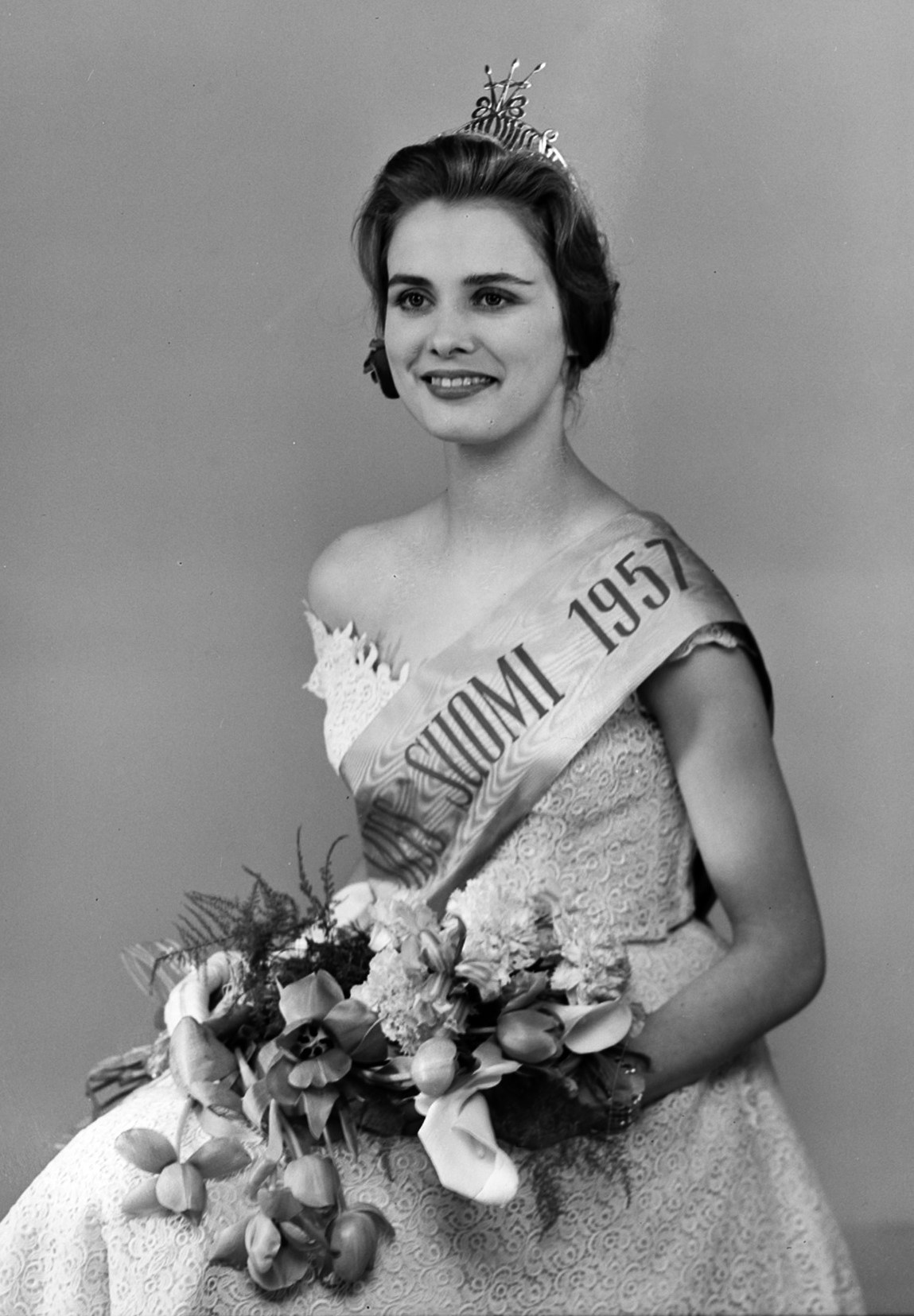
Марита Линдаль

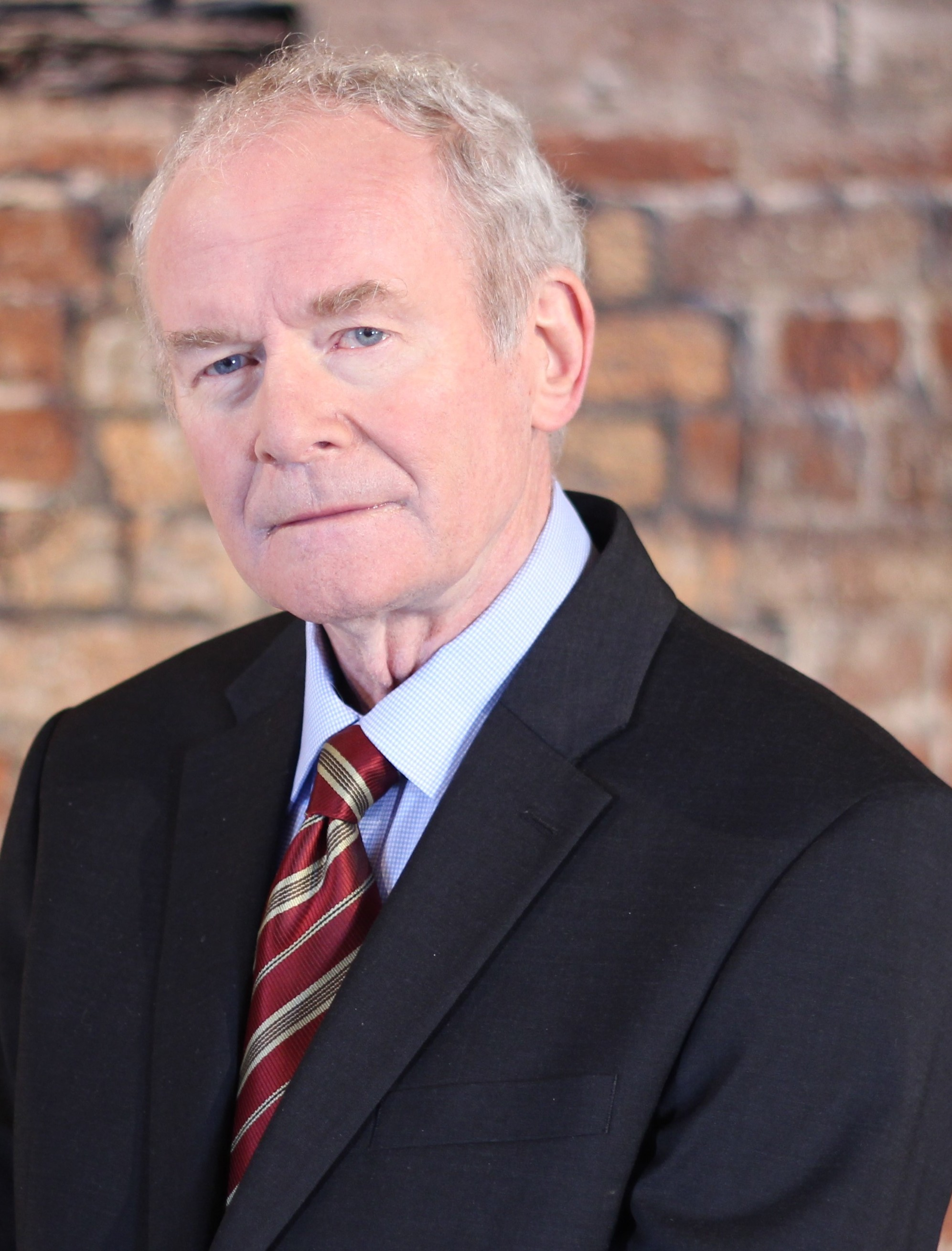
Мартин Макгиннесс

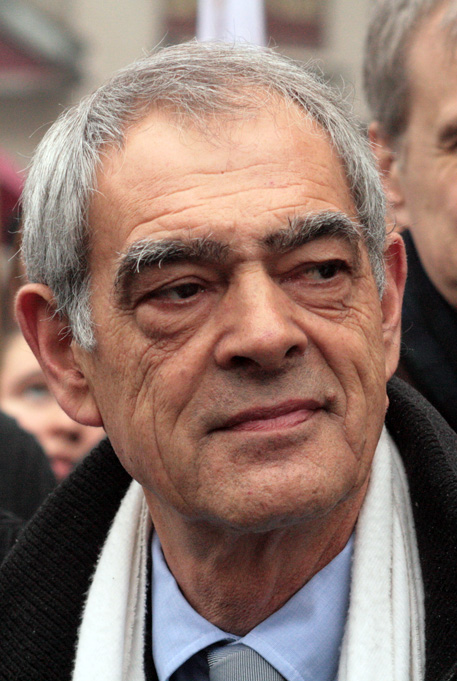
Анри Эммануэлли

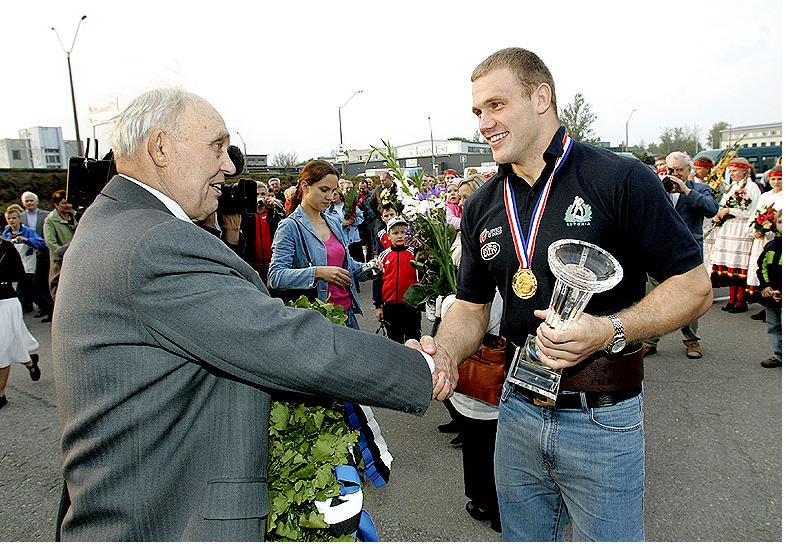
Аугуст Энглас (слева)

- Бэррис, Чак (87) — американский телевизионный ведущий, прототип героя фильма «Признания опасного человека»[124].
- Володин, Николай Андреевич (80) — советский партийный и российский государственный деятель, первый секретарь Орловского обкома КПСС (1989—1991), председатель Орловского областного Совета народных депутатов (1998—2007)[125].
- Декстер, Колин (86) — английский писатель, автор детективов об инспекторе Морсе[126].
- Котов, Георгий Валерьянович (76) — советский и российский актёр и режиссёр, артист Омского театра музыкальной комедии (с 1970 года), народный артист РСФСР (1989)[127].
- Краузе, Джерри (77) — американский спортивный менеджер, генеральный менеджер баскетбольного клуба «Чикаго Буллз» (1985—2003)[128].
- Линдаль, Марита (78) — победительница конкурса красоты «Мисс Финляндия» и «Мисс Мира» 1957 года[129].
- Львова-Краева, Ольга Николаевна (88)[значимость?] — советская и российская актриса, заслуженная артистка Удмуртской АССР[источник не указан 3067 дней].
- Мазин, Михаил Павлович (92) — советский и российский архитектор, заслуженный строитель Республики Башкортостан (о смерти стало известно в этот день)[130].
- Макгиннесс, Мартин (66) — североирландский политический деятель, лидер Ирландской Республиканской Армии, вице-премьер Северной Ирландии (2007—2017), кандидат на пост президента Ирландии от партии Шинн Фейн[131].
- Микивер, Тыну (73) — советский и эстонский актёр театра и кино, артист Театра молодёжи (1965—1977) и Эстонского драматического театра (1977—2007), брат Микка Микивера[132].
- Оболенский, Георгий Юрьевич (78) — советский и российский театральный актёр, артист Государственного академического Малого театра (с 1963 года), заслуженный артист РСФСР (1983)[133].
- Рагимов, Аскер Ага-Рагим оглы (60) — советский и азербайджанский актёр театра и кино, артист Азербайджанского государственного русского драматического театра им. Самеда Вургуна (с 1978 года), заслуженный артист Республики Азербайджан[134].
- Романцов, Анатолий Владимирович (80) — советский государственный деятель, председатель Белгородского облисполкома (1971—1978), советник правительства СССР в Афганистане[135].
- Сергеев, Владимир Степанович (82) — советский и украинский архитектор, лауреат Премии Совета Министров СССР (1977), заслуженный архитектор Автономной Республики Крым[136].
- Сеченьи, Йожеф (85) — венгерский легкоатлет, бронзовый призёр чемпионата Европы по лёгкой атлетике в Берне (1954)[137].
- Фишер, Рой (86) — британский поэт и пианист[138].
- Эммануэлли, Анри (71) — французский государственный и политический деятель, президент Национального собрания Франции (1992—1993), первый секретарь Социалистической партии Франции (1994—1996)[139].
- Энглас, Аугуст Петрович (92) — советский борец вольного и классического стиля, победитель чемпионата мира по борьбе в Неаполе (1953)[140].

## 20 марта

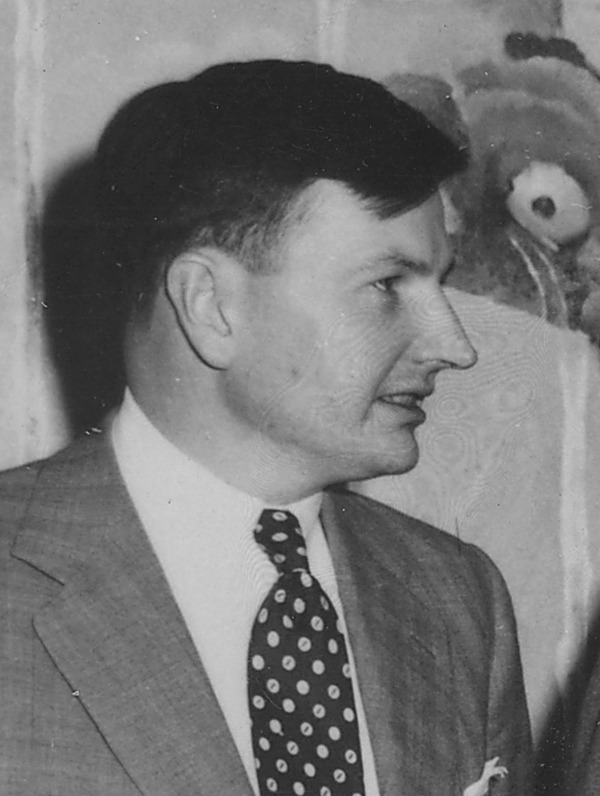
Дэвид Рокфеллер

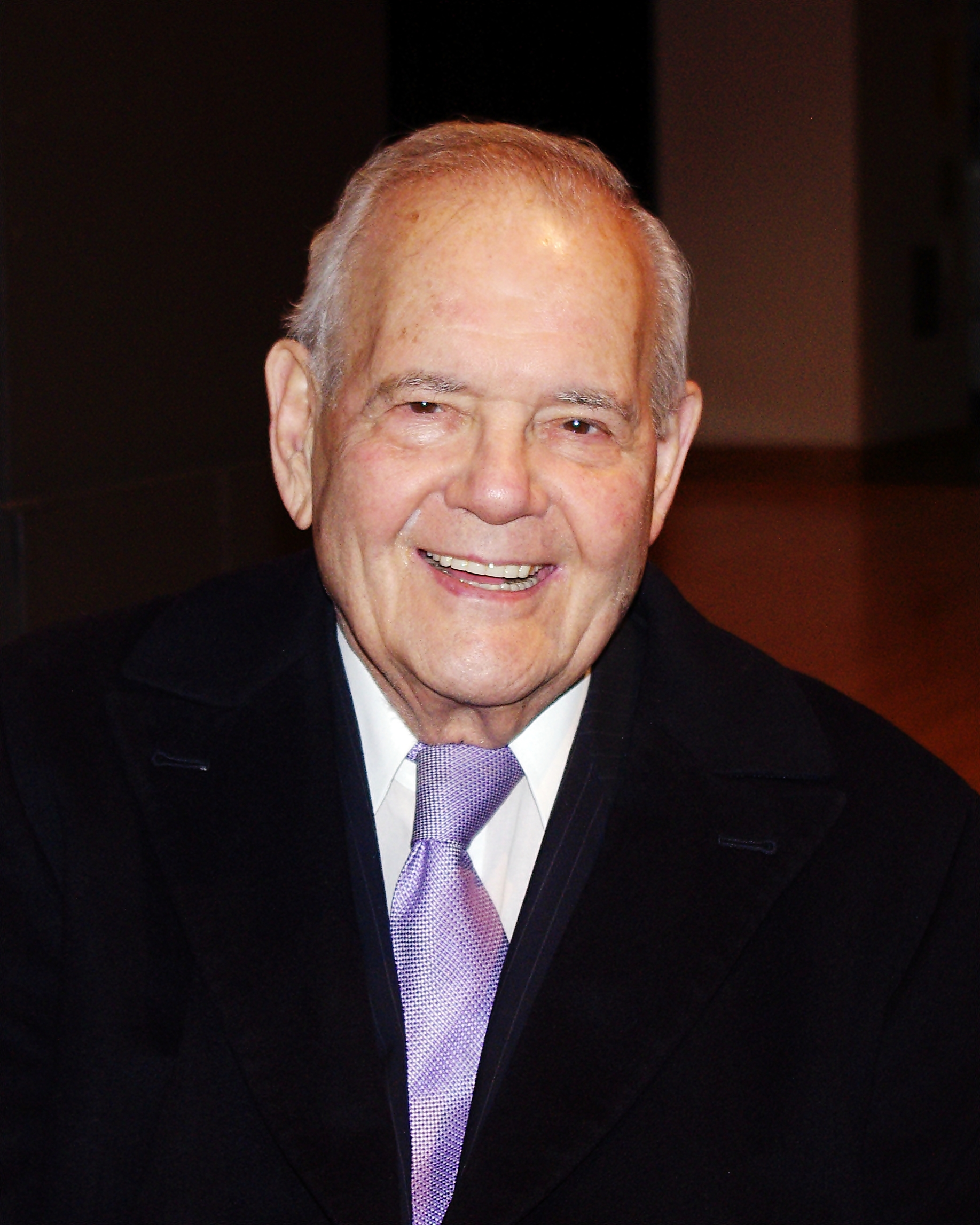
Роберт Сильверс

- Багратион-Мухранский, Баграт Ираклиевич (68) — грузинский и испанский аристократ, князь, потомок монархической династии Багратионов-Мухранских, сын князя Ираклия Багратиона-Мухранского[141].
- Богданов, Феликс Петрович (82) — советский и российский дипломат, Чрезвычайный и Полномочный Посол СССР в Бельгии (1987—1990), Чрезвычайный и Полномочный Посол СССР, а затем Российской Федерации в Румынии (1990—1993), Чрезвычайный и Полномочный Посол Российской Федерации в Венгрии (1996—2000)[142].
- Вайнберг, Джордж (87) — американский психолог, введший термин «гомофобия»[143].
- Гихено, Джон (67) — политический и государственный деятель Папуа — Новой Гвинеи, исполнял обязанности премьер-министра страны с марта по июнь 1997 года[144].
- Коуан, Энди (59) — американский пловец, трёхкратный победитель чемпионата мира по водным видам спорта в Кали (1975)[145].
- Кураев, Владимир Тихонович (69) — российский дипломат, Чрезвычайный и Полномочный Посол Российской Федерации в Коста-Рике (2008—2013)[146].
- Львов, Михаил Сергеевич (69) — советский и российский автогонщик, чемпион СССР в «Формуле-2» (1977)[147].
- Могилевский, Владимир Сергеевич (99) — советский и российский художник-иллюстратор; военный лётчик.
- Рамос-Шахани, Летиция (87) — филиппинский государственный деятель, временный президент Сената Филиппин (1993—1996)[148].
- Рокфеллер, Дэвид (101) — американский миллиардер, банкир и политический деятель, глава дома Рокфеллеров[149].
- Сильверс, Роберт Бенджамин (87) — американский редактор[150].
- Терран, Тони (90) — американский музыкант[151].
- Уваров, Владимир Алексеевич (75) — советский и российский филолог и общественный деятель, заместитель секретаря правления Союза писателей СССР, главный редактор издательства «Детская литература» (1985—?)[152].
- Фремо, Луи (95) — французский дирижёр[153].
- Хида, Сюнтаро (100) — японский врач, один из свидетелей атомной бомбардировки Хиросимы 6 августа 1945 года[154].
- Хилл, Бак (90) — американский саксофонист[155].

## 19 марта

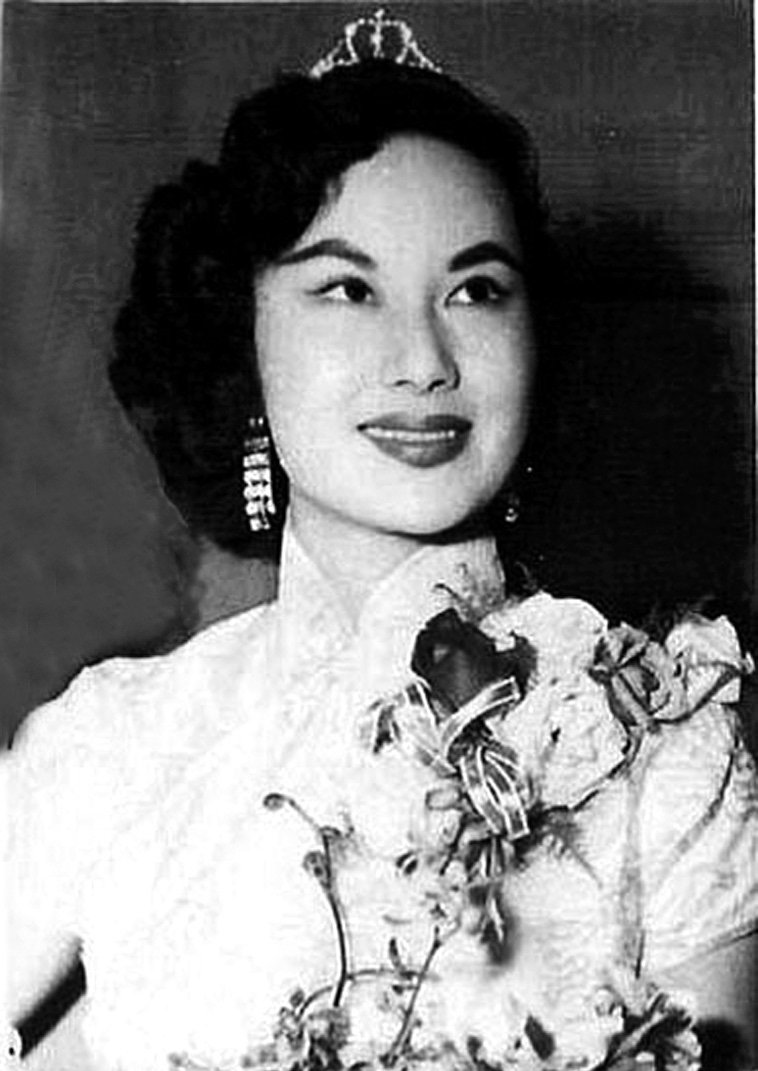
Ли Лихуа

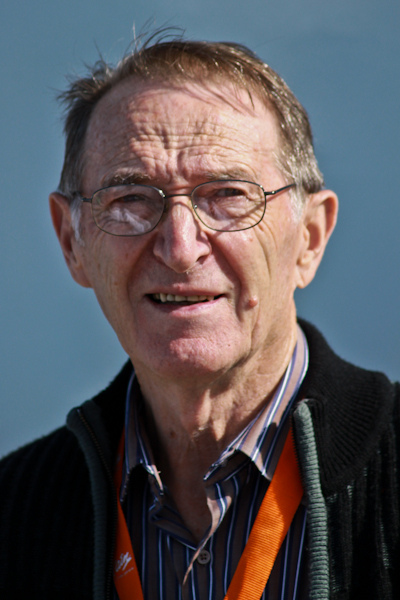
Роже Пинжон

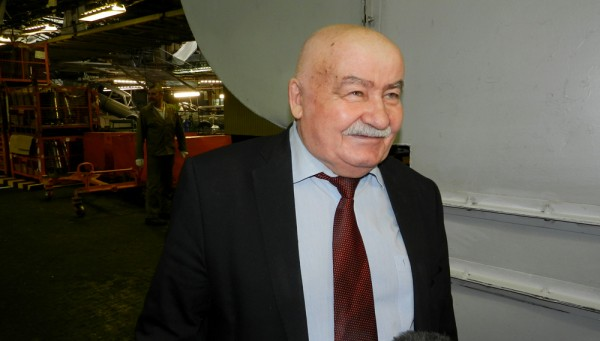
Пётр Прусов

- Бреслин, Джимми (88) — американский журналист, лауреат Пулитцеровской премии (1986)[156].
- Корешев, Владимир Сергеевич (86) — советский и российский токарь Раменского приборостроительного завода, Герой Социалистического Труда (1974)[157] Архивная копия от 25 марта 2017 на Wayback Machine.
- Ли Лихуа (92) — китайская актриса и певица[158].
- Макбрайд, Райан (27) — ирландский футболист, защитник, капитан команды «Дерри Сити»[159].
- Пинжон, Роже (76) — французский велогонщик, победитель гонок Тур де Франс (1967)[160].
- Прусов, Пётр Михайлович (75) — советский и российский автомобильный конструктор, главный конструктор АвтоВАЗа (1998—2003)[161].
- Хапай, Хамид Юсуфович (57) — российский спортивный арбитр, заслуженный тренер России, судья международной категории по самбо; ДТП[162].

## 18 марта

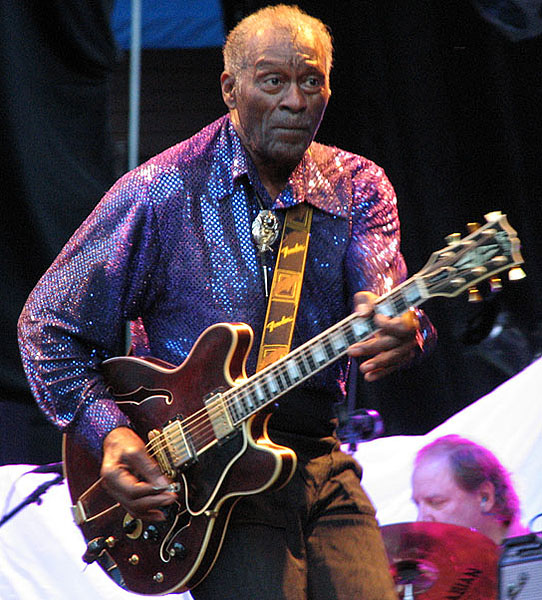
Чак Берри

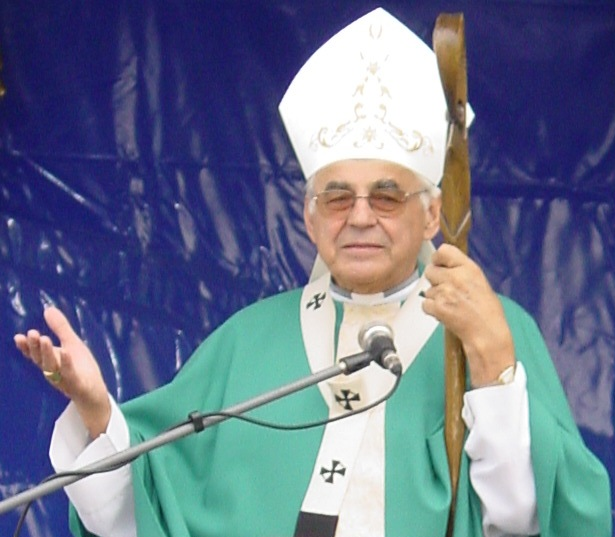
Милослав Влк

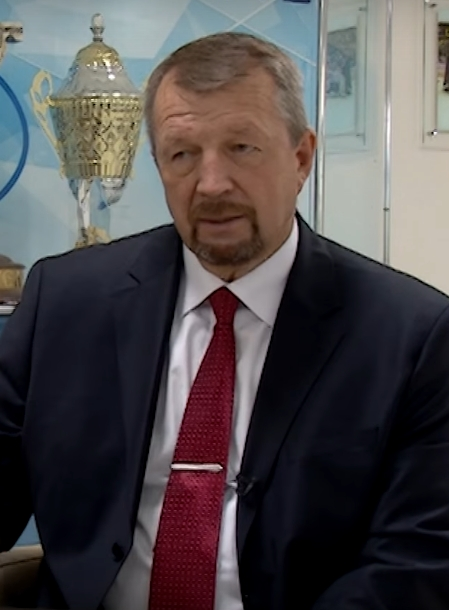
Сергей Гимаев

- Берри, Чак (90) — американский рок-музыкант‚ певец, гитарист и автор песен[163].
- Браун, Триша (80) — американская танцовщица и хореограф[164].
- Влк, Милослав (84) — чешский кардинал, архиепископ Праги (1991—2010)[165].
- Гимаев, Сергей Наильевич (62) — советский хоккеист, заслуженный тренер России, телекомментатор[166].
- Кириков, Александр Юрьевич (62)[значимость?] — советский и российский театральный актёр, артист Кировского областного драматического театра им. С. М. Кирова (с 2000 года)[167].
- Нурджанов, Низам Хабибуллаевич (93) — советский и таджикский искусствовед и этнограф, профессор, заслуженный деятель искусств Таджикской ССР (1974), участник Великой Отечественной войны[168].
- Нуутинен, Аско (59) — тренер сборной Финляндии по пулевой стрельбе в биатлоне[169].
- Райтсон, Берни (68) — американский художник[170].
- Рассел, Тони (91) — американский актёр[171].
- Сантрян, Ваник Александрович (82) — советский и армянский журналист и писатель[172].
- Серафим (Стефану) (84) — епископ Элладской православной церкви, митрополит Стагонский и Метеорский (с 1991 года)[173].
- Спаич, Небойша (55) — сербский писатель и журналист; рак[174].
- Тибор, Альфред (97) — американский скульптор[175].
- Хильберт, Петра (Петра Штрелингерова) (40) — словацкая художница и писательница, дочь писателя Петра Штрелингера[176].

## 17 марта

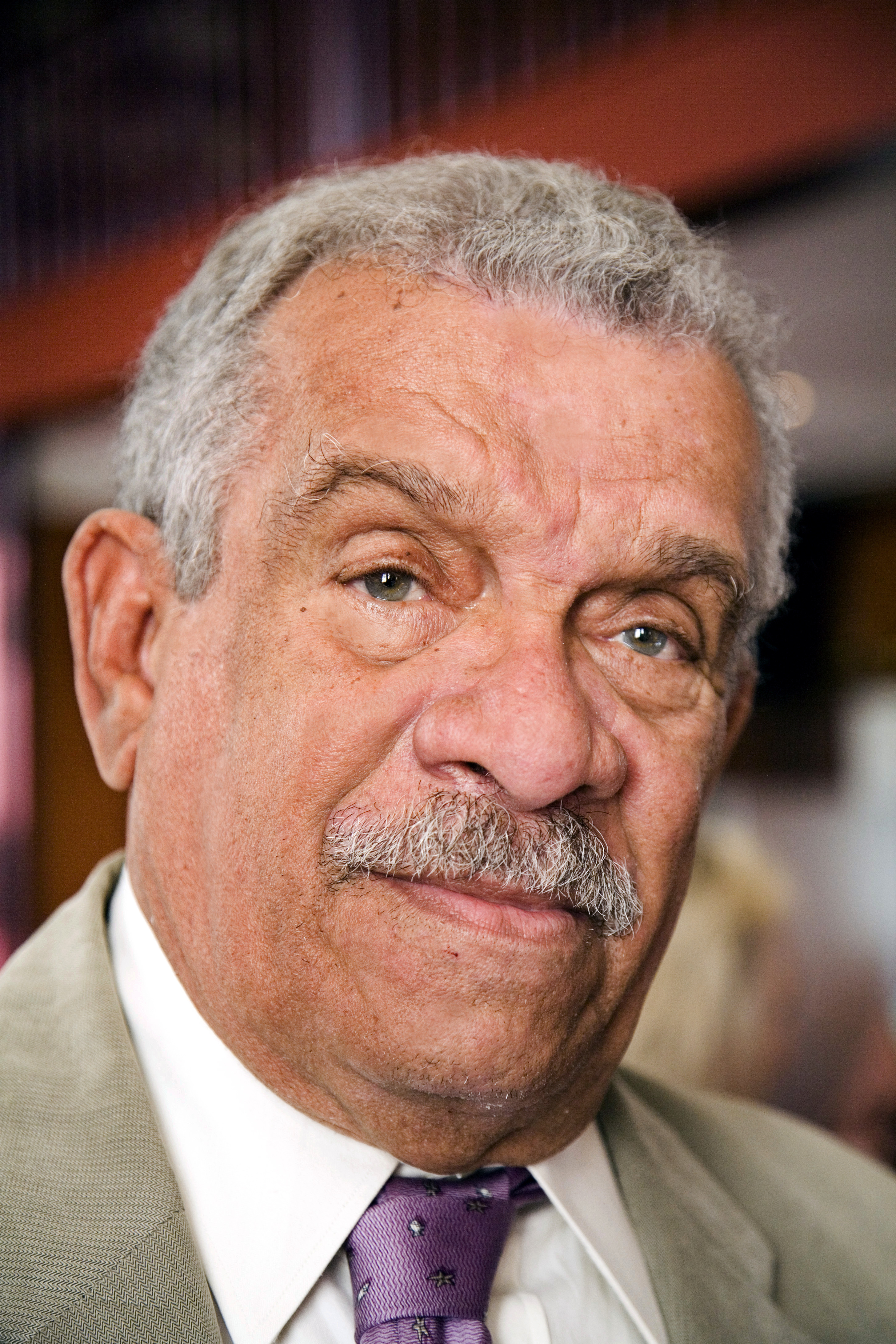
Дерек Уолкотт

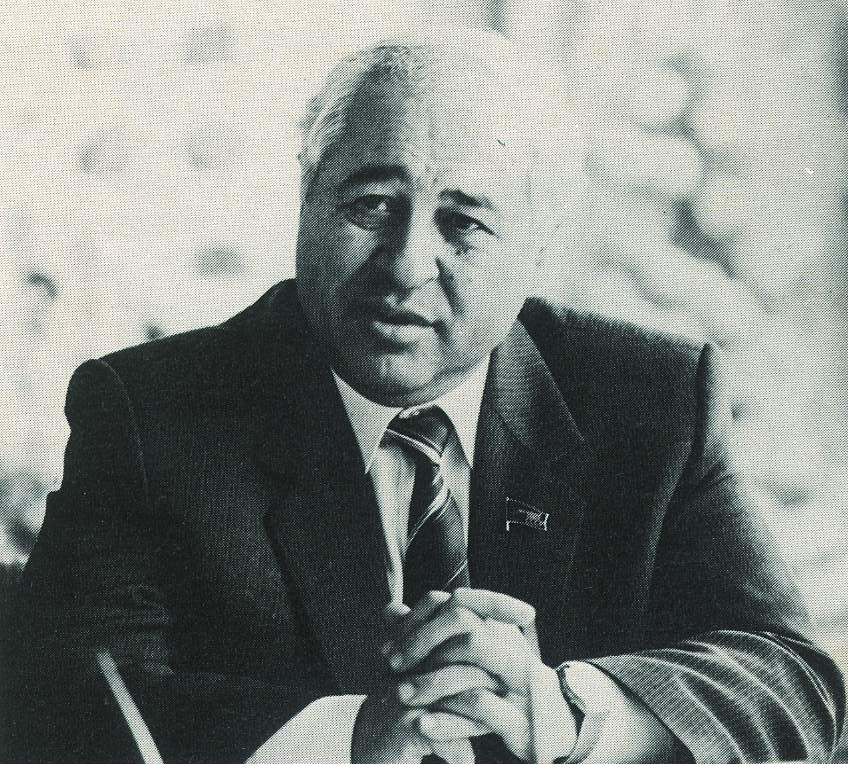
Инамжон Усманходжаев

- Бражис, Видмантас (70) — литовский государственный деятель, мэр города Мариямполе (с 2000 года)[177].
- Григорян, Анатолий Яковлевич (75) — советский и армянский художник, народный художник Республики Армения (2013)[178].
- Дэй, Роберт (94) — американский режиссёр[179].
- Кемкин, Виктор Викторович (73) — советский и украинский тренер по велоспорту и триатлону, заслуженный мастер спорта СССР; ДТП[180].
- Монтейн, Лоуренс (86) — американский актёр[181].
- Сайфуллоев, Атахон Сайфуллоевич (84) — советский и таджикский писатель и государственный деятель, главный редактор «Таджикской советской энциклопедии», председатель Комитета по телевидению и радиовещанию Таджикистана (1991—1992)[182].
- Сандер, Норберт (74) — американский легкоатлет, победитель Нью-Йоркского марафона (1974)[183].
- Станкявичюс, Лауринас-Миндаугас (81) — литовский государственный деятель, премьер-министр Литвы (1996)[184].
- Уолкотт, Дерек (87) — сент-люсийский поэт, лауреат Нобелевской премии по литературе (1992)[185].
- Усманходжаев, Инамжон Бузрукович (86) — советский государственный и партийный деятель, первый секретарь ЦК Компартии Узбекистана (1983—1988)[186].
- Харди, Хью (84) — американский архитектор[187].
- Шевченко, Леонид Владимирович (84) — советский и российский футбольный тренер[188].
- Шпунар, Ян (65) — польский биатлонист, бронзовый призёр чемпионата мира по биатлону в Антерсельве (1975), участник зимних Олимпийских игр в Инсбруке (1976)[189].
- Ященко, Тарас Леопольдович (53) — украинский композитор[190].
- Тимирбулатов Рахман Русланович (28) — Чеченский кинематографист, продюсер и оператор[191].

## 16 марта

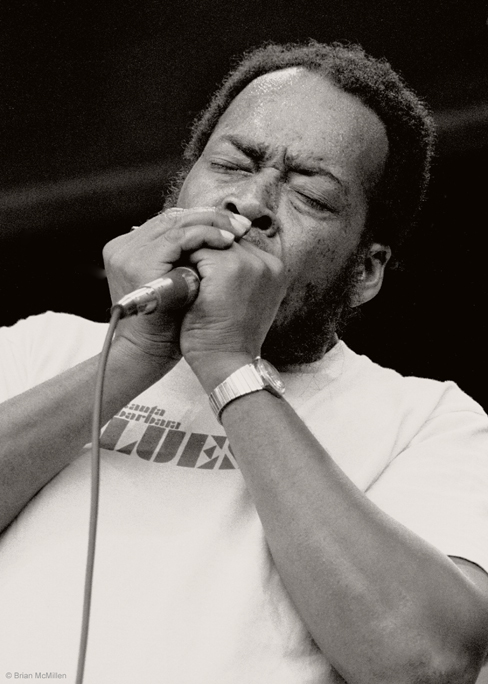
Джеймс Коттон

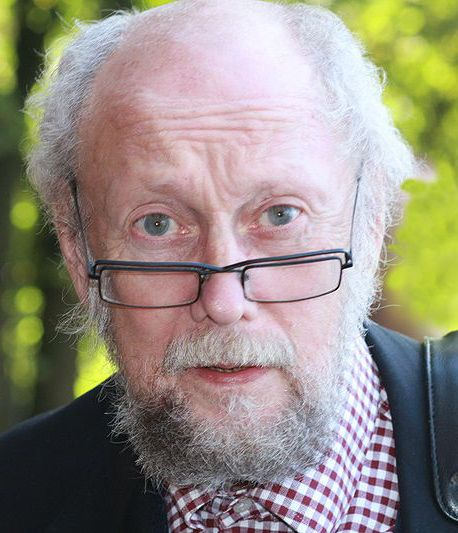
Торгни Линдгрен

- Бразиллер, Джордж (101) — американский издатель, специализировавшийся на переводной интеллектуальной литературе[192].
- Исаакян-Серебряков, Степан Исаакович (97) — советский артист цирка, дрессировщик, народный артист Армянской ССР (1971)[193].
- Коттон, Джеймс (81) — американский джазовый музыкант (губная гармоника)[194].
- Кямал, Заур (65) — азербайджанский композитор и музыкальный продюсер[195].
- Линдгрен, Торгни (78) — шведский писатель[196].
- Никитин, Геннадий Павлович (78) — советский и российский военачальник, заместитель главнокомандующего РВСН по тылу — начальник Тыла РВСН (1989—1995), генерал-полковник в отставке[197].
- Семёнов, Вячеслав Михайлович (78) — советский и российский экономист, декан экономического факультета Курганского государственного университета (2002—2007)[198].
- Стебнева, Людмила Титовна (80) — советский передовик сельского хозяйства, доярка племзавода имени Коминтерна Починковского района Смоленской области, Герой Социалистического Труда (1975)[199].
- Ступин, Константин Валентинович (44) — российский рок-музыкант[200].
- Хенрикс, Альберт (74) — немецко-американский филолог-классик. Профессор Гарварда[201].
- Эйнзелн, Александр (85) — эстонский и американский военный деятель, генерал, командующий Вооружёнными силами Эстонии (1993—1995)[202].

## 15 марта

Войцех Млынарский

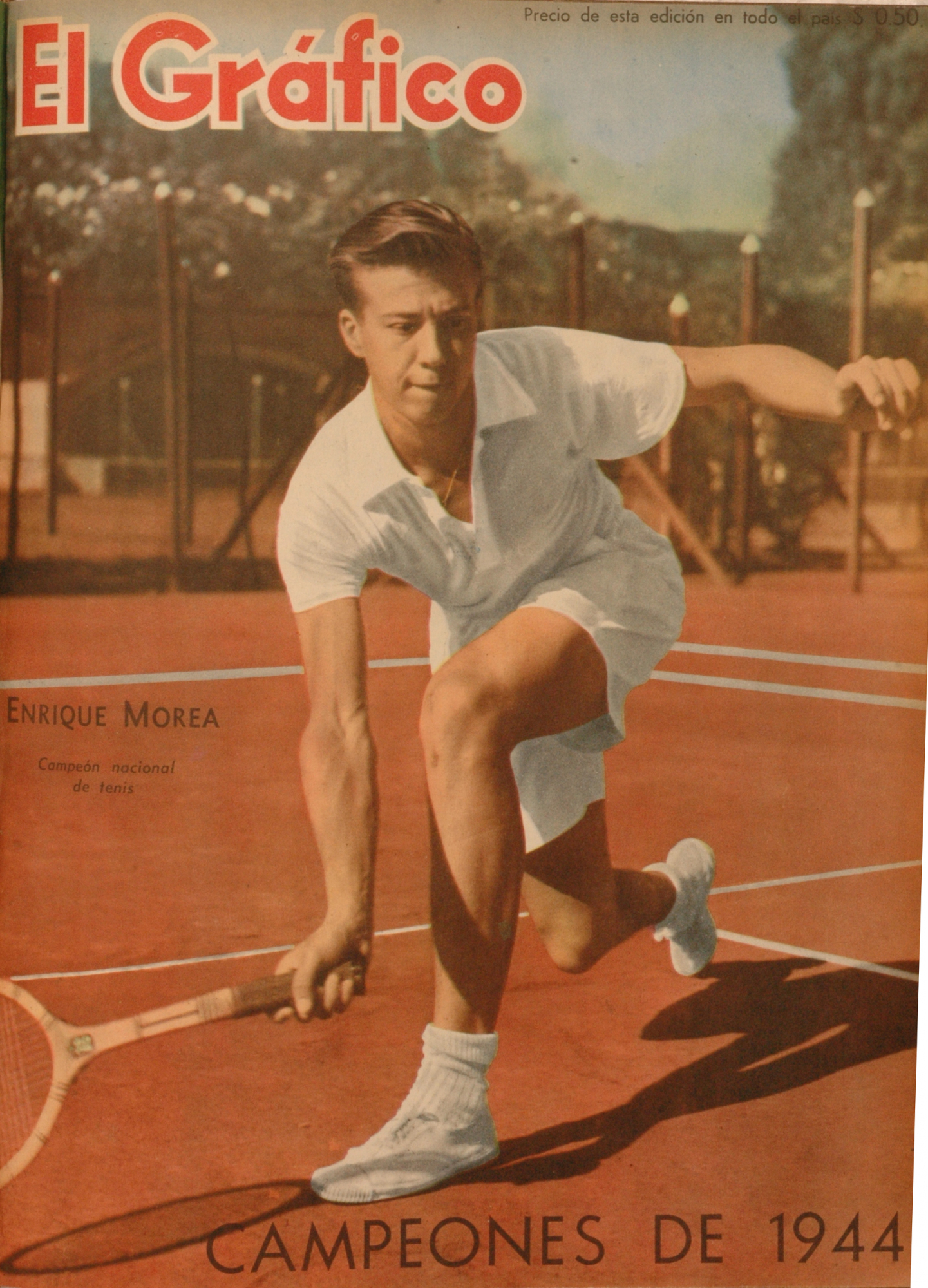
Энрике Мореа

- Бао Ан (72) — глава императорской семьи Вьетнама (с 2007)[203]
- Бриль, Фриц (82) — западногерманский гребец-байдарочник, серебряный призёр летних Олимпийских играх в Мельбурне (1956)[204].
- Гордон, Алойзиус (85) — британский музыкант[205].
- Димени, Имре (94) — венгерский государственный деятель, министр сельского хозяйства (1967—1975)[206].
- Млынарский, Войцех (75) — польский поэт-песенник, писатель-сатирик, либреттист, композитор и эстрадный певец[207].
- Мореа, Энрике (92) — аргентинский теннисист и спортивный администратор, победитель открытого чемпионата Франции по теннису (1950)[208].
- Орешников, Анатолий Борисович (71) — советский и российский архитектор, главный архитектор города Чебоксары (1982—1988, 1992—1995), лауреат Государственной премии Чувашской Республики[209].
- Петрова, Людмила Ивановна (80) — советский и российский историк, руководитель творческого коллектива Новгородского государственного объединённого музея-заповедника (1994—2001)[210].
- Романенко, Елизавета Николаевна (84) — советская и российская актриса, артистка Омского академического театра драмы (с 1962 года), заслуженная артистка РСФСР (1983)[211].
- Сол Ан (66) — камбоджийский государственный деятель, заместитель премьер-министра (с 2004)[212].
- Сталворт, Дейв (75) — американский баскетболист, чемпион НБА (1970)[213].
- Тасич, Никола (85) — югославский и сербский археолог, академик Сербской академии наук и искусств, председатель Академии (2003—2007) и заместитель председателя (с 2007)[214].
- Штраус, Юрай (100) — словацкий вирусолог и врач, участник Второй мировой войны[215].
- Щукин, Владимир Николаевич (87) — советский геолог, лауреат Ленинской премии (1956)[216].

## 14 марта

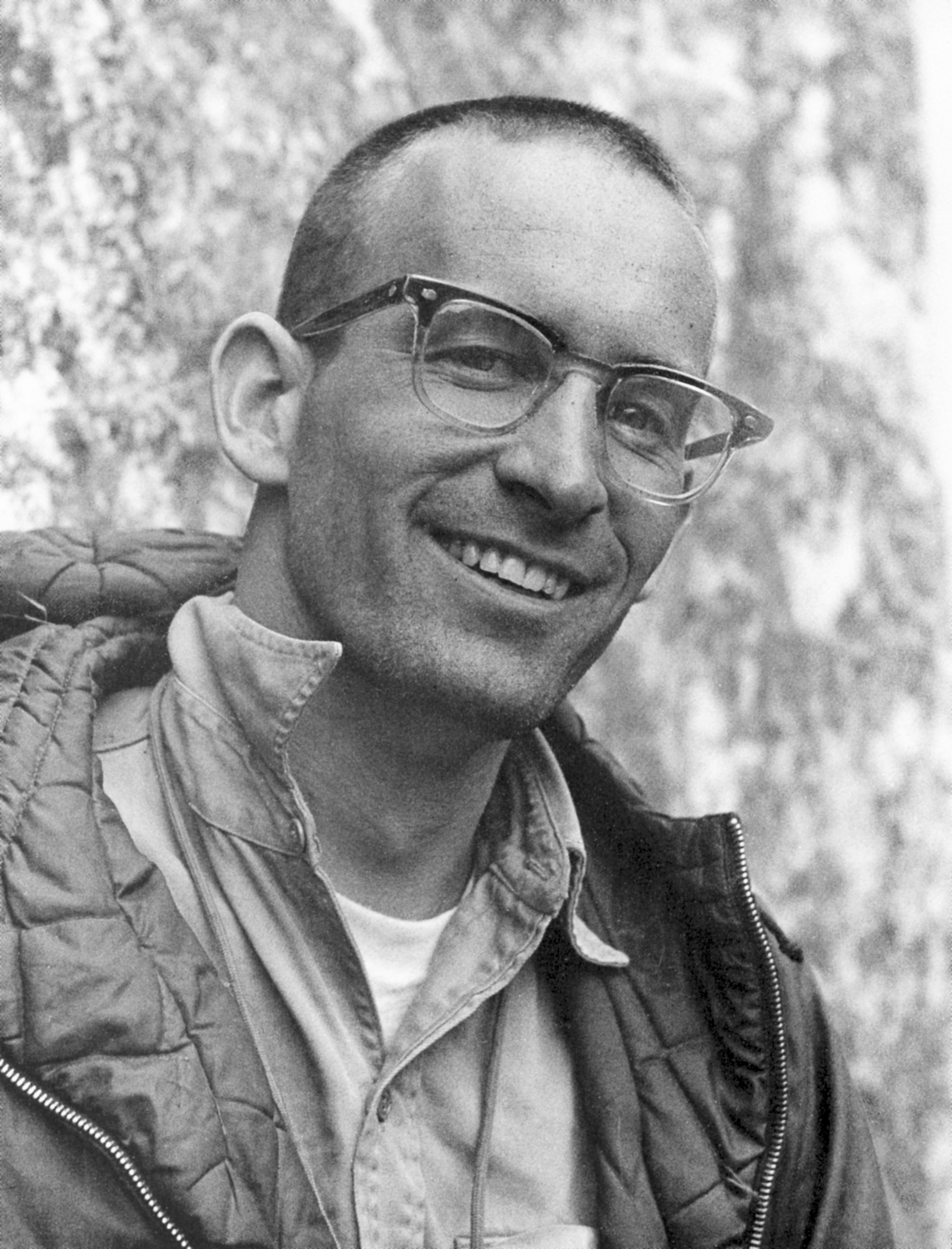
Ройал Роббинс

- Агларов, Мамайхан Агларович (81) — советский и российский этнограф, доктор исторических наук[217].
- Алвес, Джоуи (63) — американский рок-гитарист, участник хэви-метал группы Y&T[англ.][218].
- Бегальский, Анджей (64) — польский боксёр, чемпион Европы (1975)[219].
- Бершанский, Игорь Семёнович (74) — советский и российский тренер и организатор спортивной работы, заслуженный работник физической культуры РФ[220].
- Вальдес, Родриго (70) — колумбийский боксёр, двукратный чемпион мира в среднем весе[221].
- Ватасэ, Цунэхико (72) — японский киноактёр[222].
- Врабель, Михал (65) — словацкий дипломат, посол Словацкой Республики в Кении[223].
- Жукова-Полянская, Арина Николаевна (71) — советский и российский художник по стеклу, искусствовед, дочь художника Николая Жукова[224].
- Лаптиев, Вячеслав Иванович (60)[значимость?] — постоянный представитель Новгородской области при Правительстве РФ[225].
- Маннелли, Луиджи (78) — итальянский ватерполист, чемпион летних Олимпийских игр в Риме (1960)[226].
- Наймушина, Елена Аркадьевна (52) — советская гимнастка, чемпионка летних Олимпийских игр в Москве (1980), заслуженный мастер спорта СССР[227].
- Нахапетов, Борис Александрович (88) — советский и российский историк, невропатолог, автор более 120 статей по вопросам неврологии и смежных клинических дисциплин[228].
- О’Хара, Робин (62) — американский продюсер[229].
- Роббинс, Ройал (82) — американский скалолаз[230].
- Степанян, Сурен Арамович (79) — советский и российский волейбольный тренер и арбитр, заслуженный тренер Грузинской ССР, судья международной категории по волейболу[231].
- Тозель, Андре (75) — французский марксистский философ[232].
- Харрис, Джек Х. (98) — американский продюсер («Капля»)[233].
- Шипилов, Андрей Фёдорович (60) — советский и российский журналист и режиссёр-документалист, один из основателей телепрограммы «Взгляд»[234].

## 13 марта

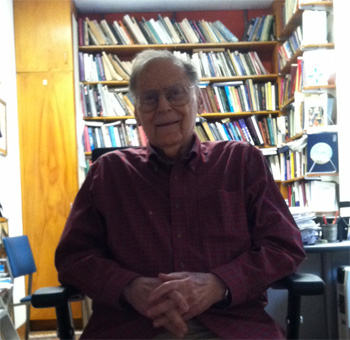
Мортон Дойч

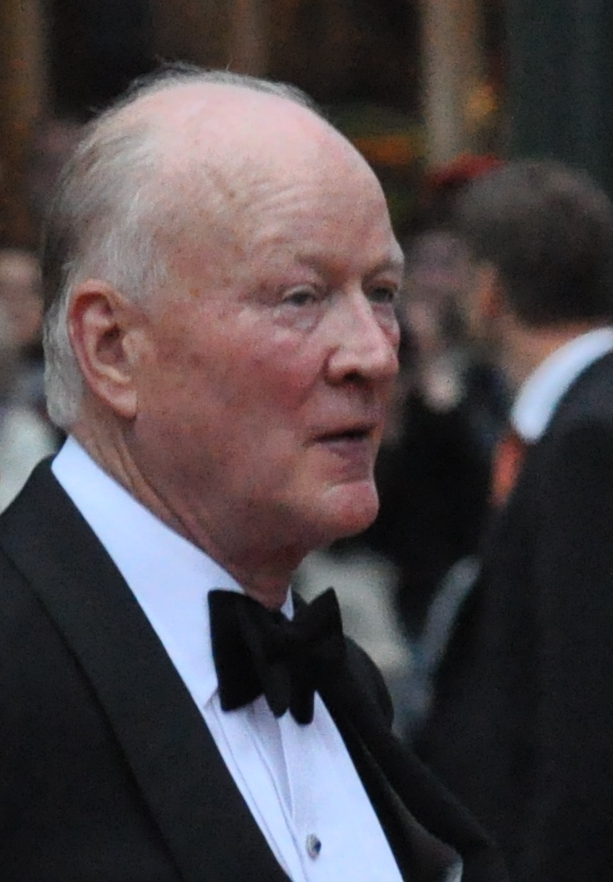
Рихард Сайн-Витгенштейн-Берлебург

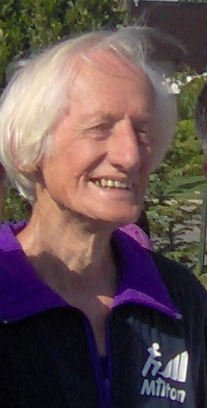
Эд Уитлок

- Ахвердиев, Октай Али оглы (80) — советский и азербайджанский экономист, заслуженный экономист Республики Азербайджан[235].
- Борковская, Вера Иосифовна (89) — советский передовик сельскохозяйственного производства, звеньевая льноводческого звена колхоза «Родина» Кировского района Могилевской области Герой Социалистического Труда (1966) [?].
- Бороманд, Адиб (92) — иранский поэт[236].
- Вех Вильегас, Алехандро (88) — уругвайский экономист и государственный деятель, министр экономики и финансов (1974—1976, 1983—1985)[237].
- Демидчик, Юрий Евгеньевич (58) — белорусский врач-онколог, доктор медицинских наук, профессор, член-корреспондент Национальной академии наук Белоруссии, ректор Белорусской медицинской академии последипломного образования (2009—2014)[238].
- Дойч, Мортон (97) — американский психолог, почётный профессор Колумбийского университета[239].
- Загороднюк, Фёдор Иванович (95) — советский и украинский художник[240].
- Коротаев, Виктор Александрович (66) — советский и российский художник[241].
- Кюэко, Анри (87) — французский художник и писатель[242].
- Левер, Джон (55) — американский музыкант (The Chameleons)[243].
- ЛиПума, Томми (80) — американский музыкальный продюсер, лауреат премии Грэмми[244].
- Мукоед, Пётр Григорьевич (79)[значимость?] — старший преподаватель кафедры ракетных войск и артиллерии Военной академии Генерального штаба Вооружённых Сил РФ, генерал-майор в отставке[245].
- Мураока, Хирото (85) — японский футболист[246].
- Нев, Патрик (67) — бельгийский автогонщик[247].
- Розенталь, Эми Краус (51) — американская писательница[248].
- Сайн-Витгенштейн-Берлебург, Рихард (82) — принц Дании, муж сестры королевы принцессы Бенедикты[249].
- Табрайзи, Вида (81) — иранская писательница[250].
- Уитлок, Эд (86) — канадский бегун, действующий обладатель ряда мировых рекордов в категории «Мастерс» на дистанциях от 1500 м до марафона[251].
- Хименес, Сара (90) — мексиканская художница[252].
- Ягендорф, Андре (90) — американский биолог[253].

## 12 марта

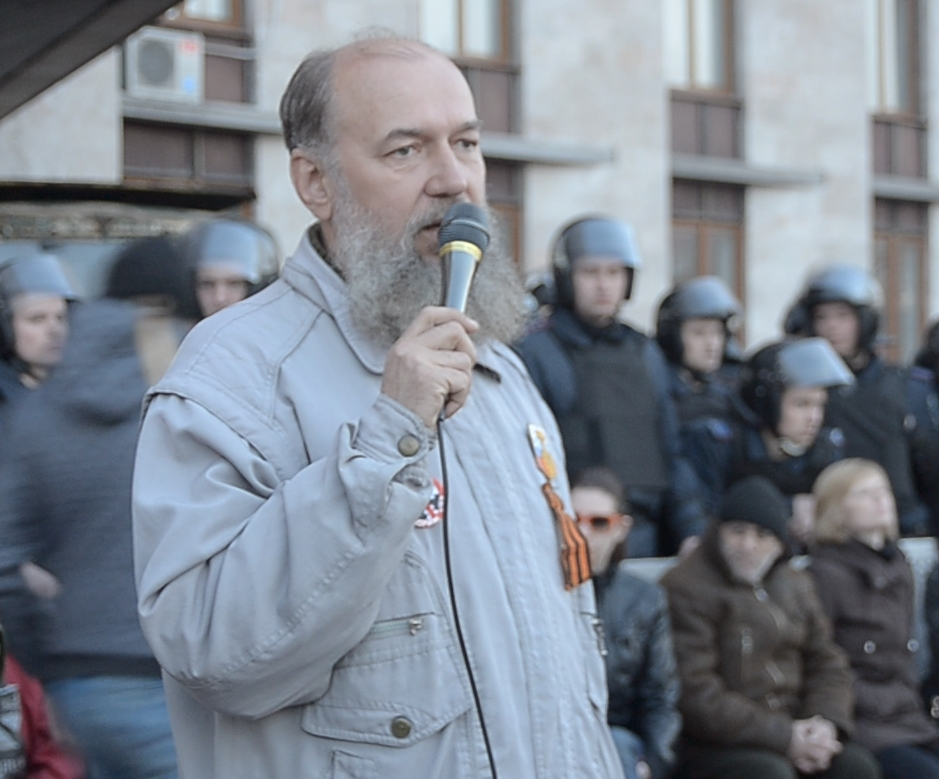
Владимир Макович

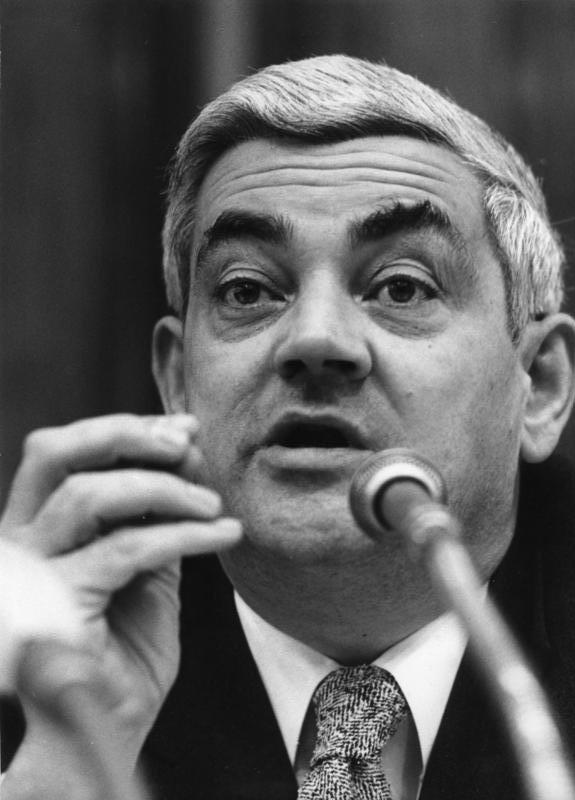
Хорст Эмке

- Андерсон, Памела Сью (61) — британский философ[254].
- Бодор, Пал (86) — венгерский писатель[255].
- Долинов, Леонид Иванович (86) — начальник испытательного полигона Плесецк (1975—1986), испытатель ракетно-космической техники, Герой Социалистического Труда (1984), генерал-майор в отставке[256].
- Зеленский, Виктор Федотович (88) — советский и украинский учёный в области физики твёрдого тела и физического материаловедения, академик АН УССР (1988)[257].
- Иннис, Пройбин (80) — британский государственный деятель, губернатор Сент-Китс-Невис-Ангильи (1975—1980), губернатор Сент-Китс и Невис (1980—1981)[258].
- Кандарр, Петра (66) — восточногерманская легкоатлетка, трёхкратная победительница чемпионата Европы по лёгкой атлетике в Афинах (1969)[259].
- Колесников, Павел Яковлевич (89) — советский и российский архитектор, главный архитектор Оренбургской области, главный архитектор Крыма (1982—1989), участник Великой Отечественной войны[260].
- Кучерова, Станислава (88) — чехословацкая гандболистка, чемпион мира (1957)[261].
- Макович, Владимир Иванович (54) — исполняющий обязанности председателя президиума Верховного Совета Донецкой Народной Республики (2014)[262].
- Сердюков, Владимир Петрович (65) — советский и российский военачальник, начальник Камышинского высшего военного строительного командного училища (1994—1998), директор Камышинского историко-краеведческого музея, генерал-майор в отставке[263].
- Слуцкер, Исаак Иосифович (89) — советский и российский организатор производства и учёный, директор ЗАО «Новгородские лесопромышленники», заслуженный работник лесной промышленности РСФСР (1985)[264].
- Степанковская, Галина Константиновна (94) — советский акушер-гинеколог, профессор (1970), заслуженный деятель науки УССР (1987), член-корреспондент НАН (1991) и АМН (1993) Украины, лауреат Государственной премии Украины[265].
- Уикс, Кеннет (93) — канадский актёр[266].
- Фиэй, Жак Луи Мари Жозе (85) — французский католический прелат, военный ординарий Франции (1983—1989), епископ Кутанса (1989—2006)[267].
- Черняев, Анатолий Сергеевич (95) — советский историк и партийный деятель, помощник Генерального секретаря ЦК КПСС и Президента СССР Михаила Горбачёва по международным делам (1986—1991)[268].
- Эмке, Хорст (90) — западногерманский государственный деятель, федеральный министр юстиции (1969), министр исследований и технологий, министр почт и связи (1972—1974)[269].

## 11 марта

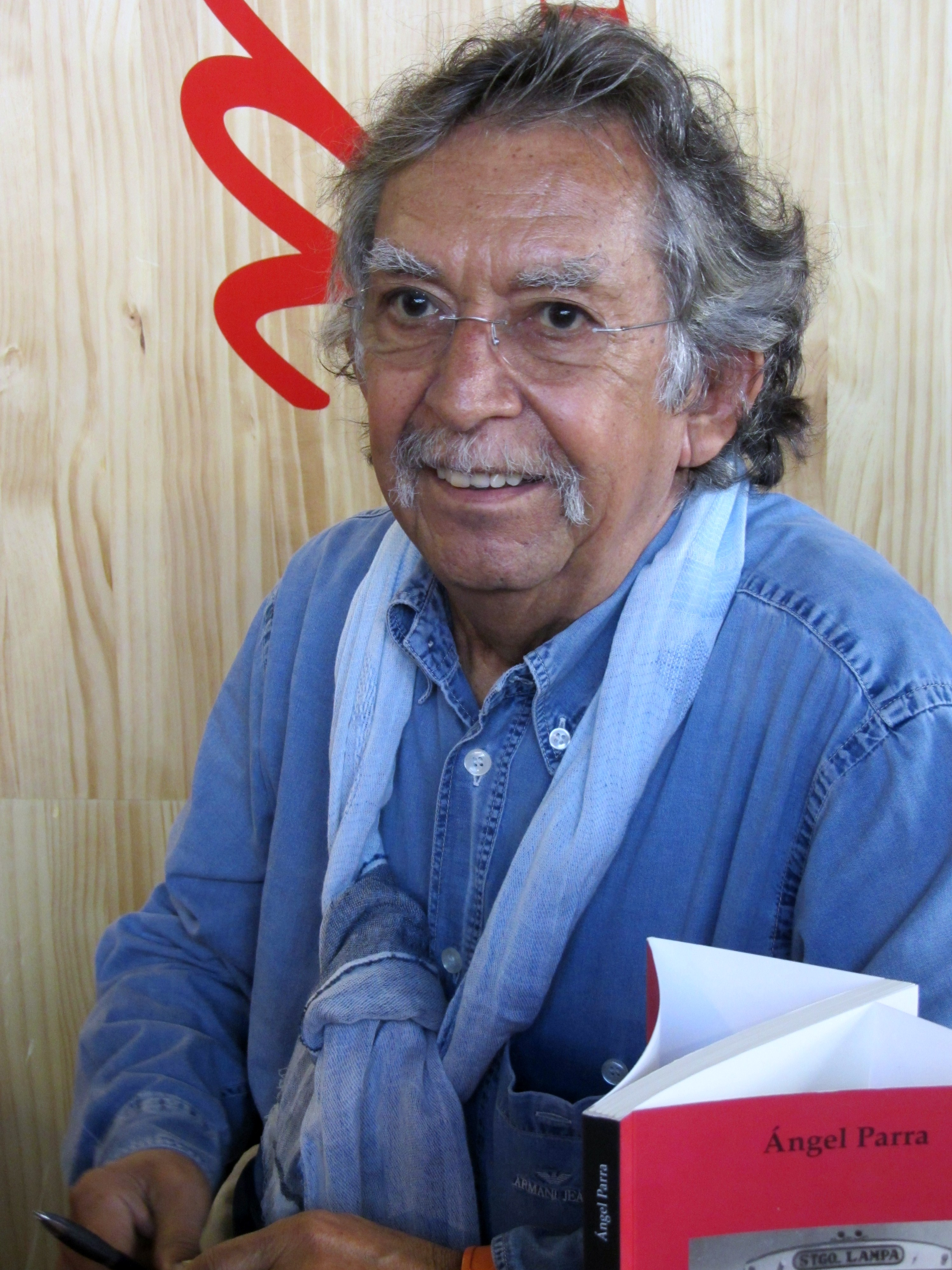
Анхель Парра

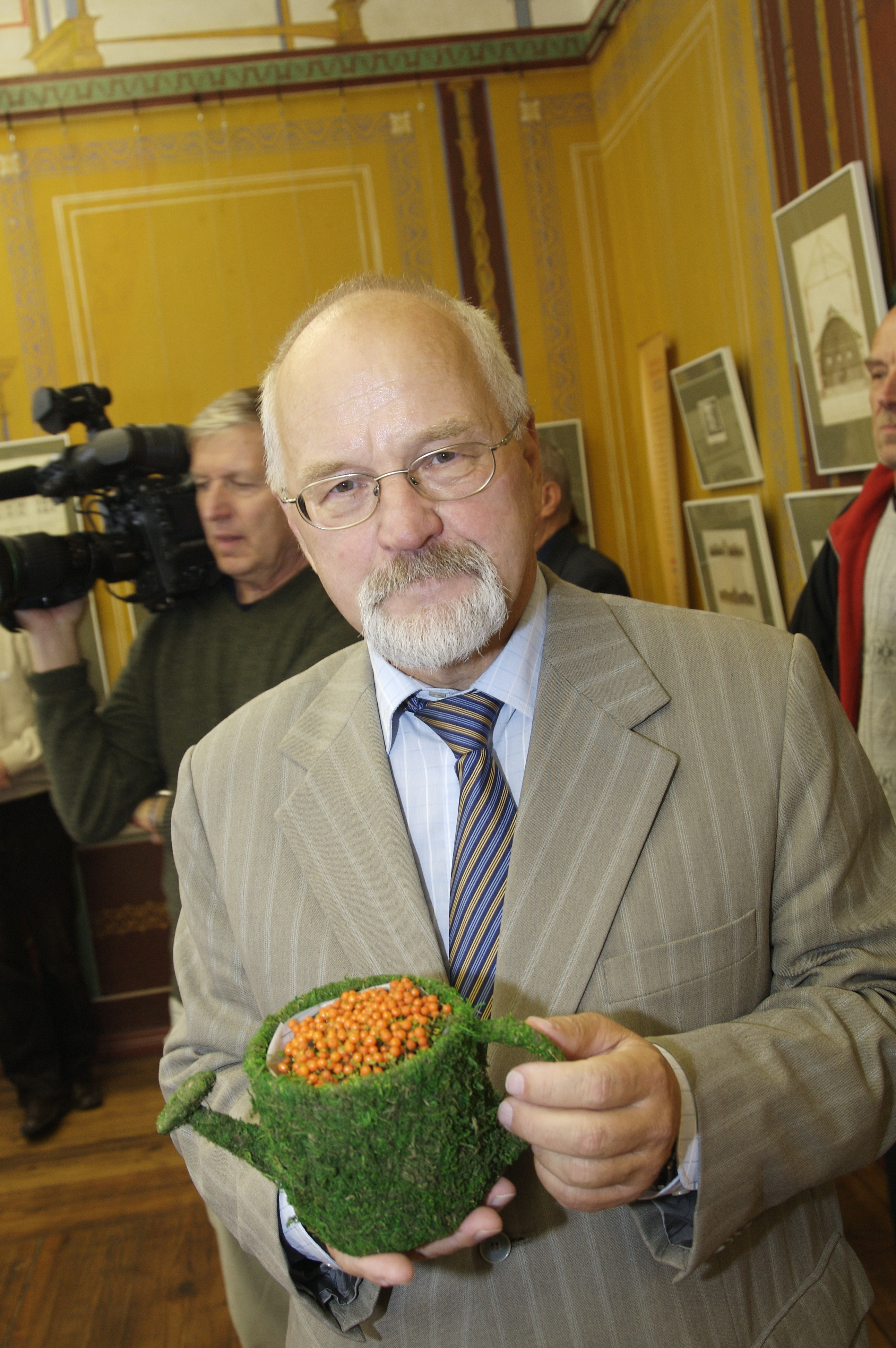
Пеэтер Тульвисте

- Гладуэлл, Грейам (83) — канадский математик[270].
- Джонс, Эван (60) — американский гитарист[271].
- Зайдентрегер, Илья Акимович (91) — советский и российский дирижёр, профессор Новосибирской государственной консерватории, заслуженный работник культуры Российской Федерации[272].
- Ковач, Андраш (91) — венгерский кинорежиссёр, сценарист и актёр[273].
- Коновер, Ллойд (93) — американский химик, изобретатель тетрациклина[274].
- Курбуа, Китти (79) — нидерландская актриса[275].
- Кэмпбелл, Бернард (86) — американский и британский антрополог, профессор Калифорнийского университета[276].
- Парра, Анхель (73) — чилийский эстрадный певец, сын певицы Виолетты Парра[277].
- Ревазова, Сима (88) — советская и российская гармонистка, педагог, заслуженная артистка Российской Федерации[278].
- Терзиев, Тодор (62) — болгарский художник[279].
- Тульвисте, Пеэтер (71) — эстонский психолог и государственный деятель, академик Эстонской академии наук[280].

## 10 марта

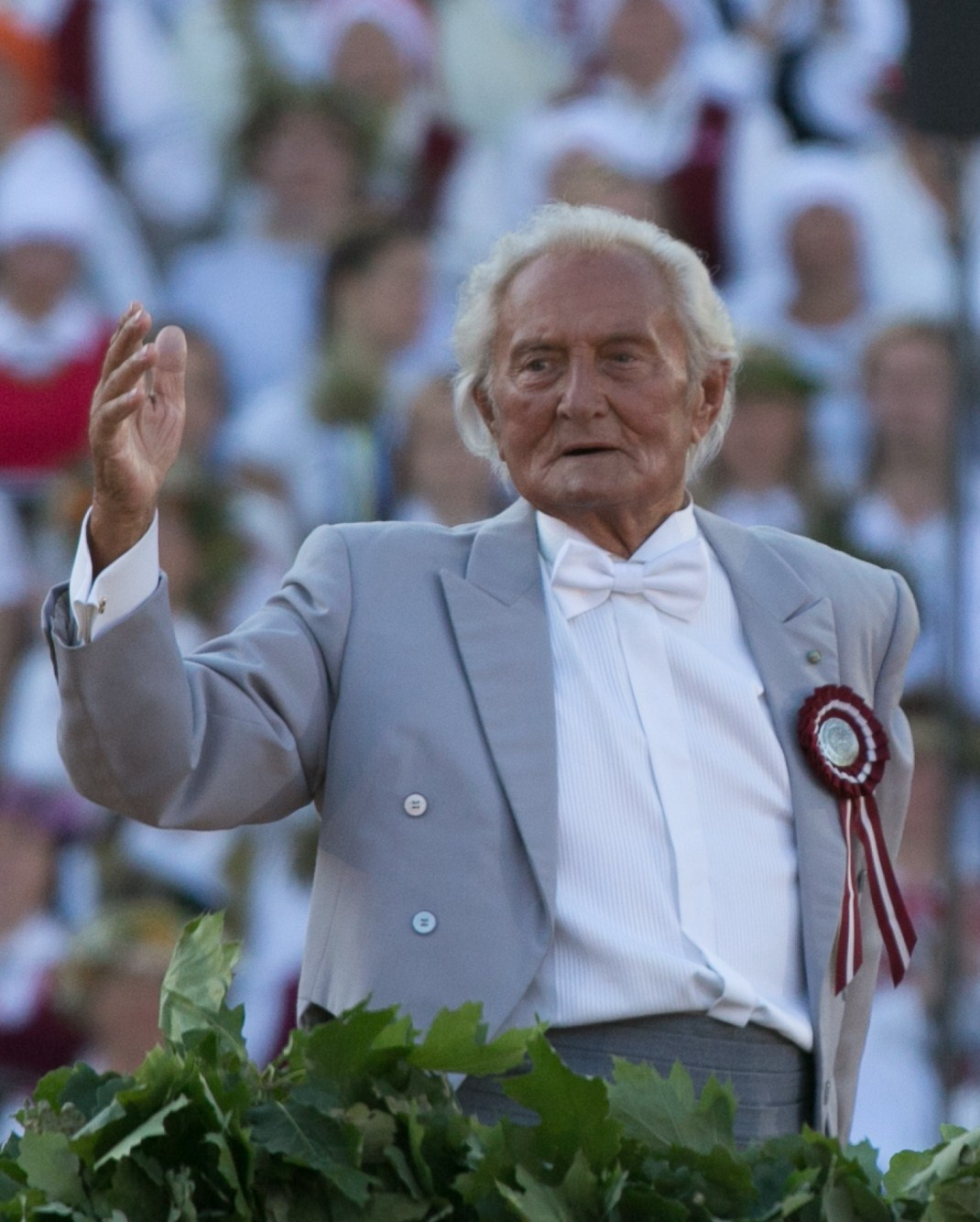
Гидо Кокарс

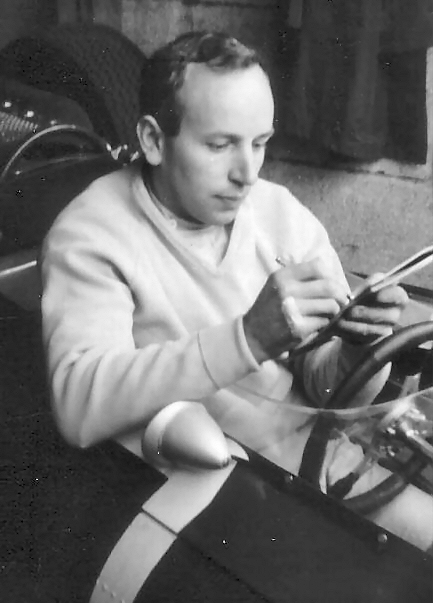
Джон Сёртис

- Борисов, Александр Тимофеевич (89) — советский и российский художник-постановщик, народный художник РСФСР (1988)[281].
- Вагеймс, Ричард (61) — канадский писатель[282].
- Дубин, Виктор Валентинович (74) — советский и российский тренер по боксу, мастер спорта СССР; самоубийство[283].
- Кокарс, Гидо (95) — советский и латвийский хоровой дирижёр, брат дирижёра Имантса Кокарса[284].
- Кочмар, Юрий Михайлович (44) — украинский гонщик; последствия автоаварии[285].
- Люзьен, Морис (90) — французский пловец, серебряный призёр Чемпионат Европы по водным видам спорта в Вене (1950)[286] Архивная копия от 14 марта 2017 на Wayback Machine.
- Минев, Николай (85) — американский шахматист, международный мастер (1960)[287].
- Монастырный, Василий Васильевич (70) — советский и российский художник, заслуженный художник РСФСР[288].
- Мэйсон, Рой (83) — британский фигурист, бронзовый призёр чемпионата Европы по фигурному катанию в Гармиш-Партенкирхене (1960)[289].
- Руис, Анибаль (74) — уругвайский футболист и футбольный тренер, главный тренер сборной Парагвая (2002—2006)[290].
- Сёртис, Джон (83) — британский авто- и мотогонщик, единственный, кому удалось стать чемпионом мира как в авто-, так и в мотогонках, отец автогонщика Генри Сёртиса[291].
- Следж, Джони (60) — американская эстрадная певица, участница вокальной группы сестёр Следж[292].
- Уоллер, Роберт Джеймс (77) — американский писатель[293].
- Форджэм, Джон (75) — британский актёр[294].
- Хейгарт, Тони (72) — британский актёр[295].
- Щербина, Владислав Иванович (90) — советский и украинский скульптор[296].
- Эванс, Мари (97) — американская поэтесса[297].

## 9 марта
- Асланян, Рафаэль Егорович (68) — советский и российский художник армянского происхождения[298].
- Бен Арфа, Хадижа (67) — тунисская киноактриса[299].
- Бич, Энн (79) — британская актриса[300].
- Волков, Владимир Андреевич (77) — советский и российский дипломат, Чрезвычайный и Полномочный Посол России в Эфиопии (1995—1999)[301].
- Деляль, Антони (35) — французский мотогонщик, 5-кратный чемпион мира по мотогонкам на выносливость; несчастный случай во время тестов[302].
- Малюгин, Семён Дмитриевич (86) — советский и российский военный юрист, генерал-майор юстиции[303].
- Николоси, Джозеф (70) — американский клинический психолог и сексолог[304].
- Пыриков, Владимир Тимофеевич (92) — советский военачальник, генерал-лейтенант в отставке, участник Великой Отечественной войны[305].
- Трамонтано, Анна (59) — итальянский биолог[306].
- Хельсингус, Барбара (79) — финская актриса[307].
- Ходжкин, Говард (84) — британский живописец и график[308].

## 8 марта

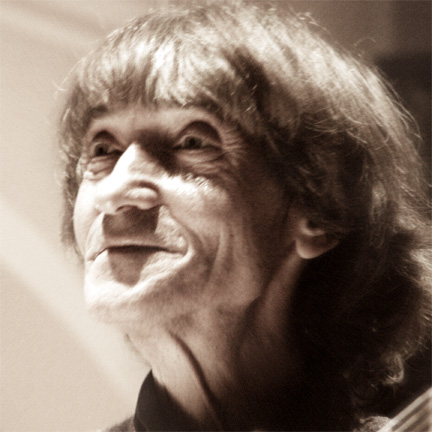
Дмитрий Межевич

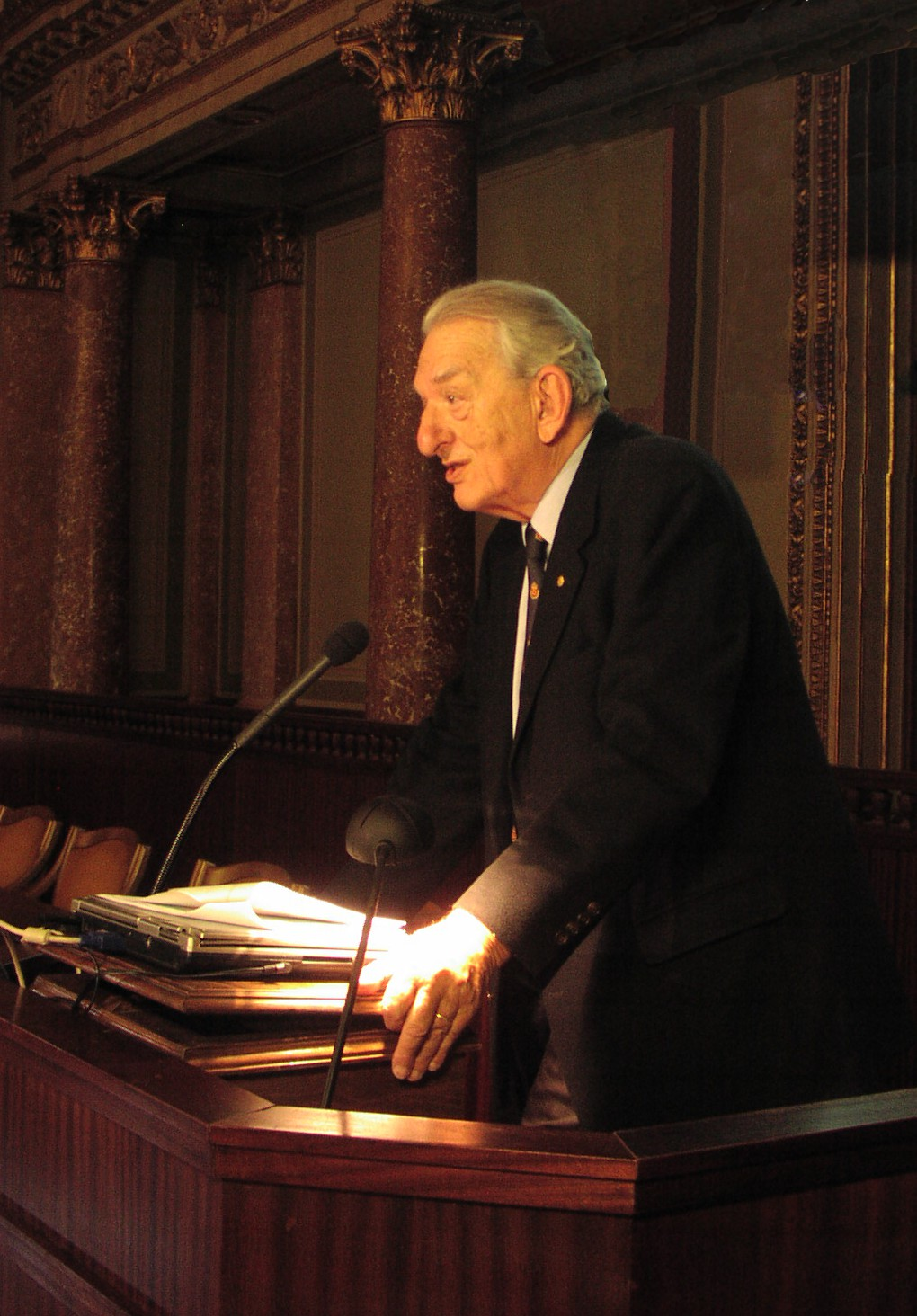
Джордж Ола

- Антохина, Татьяна Владимировна (82) — советский и российский архитектор[309].
- Боня, Николай Михайлович (93) — советский и украинский организатор промышленного производства, заслуженный мелиоратор УССР, Герой Социалистического Труда (1980)[310].
- Данаилов, Георгий (81) — болгарский писатель и сценарист[311].
- Дува, Лу (94) — американский тренер, менеджер и промоутер по боксу[312].
- Коровянский, Юрий Анатольевич (49) — советский и украинский волейболист, игрок сборных СССР, СНГ (1991—1992) и Украины (1993—2005). Чемпион Европы 1991, обладатель Кубка мира 1991[313].
- Майнарди, Данило (83) — итальянский биолог[314].
- Межевич, Дмитрий Евгеньевич (76) — российский актёр театра и кино, бард, артист театра на Таганке (1968—2011)[315].
- Навратил, Зденек Кнючик (66) — словацкий поэт-песенник («Йожин з Бажин»), музыкант и художник[316].
- Ола, Джордж (89) — американский химик венгерского происхождения, лауреат Нобелевской премии по химии (1994)[317].
- Петраш, Павел Григорьевич (92) — советский и российский хозяйственный деятель, директор Пензенского завода вакуумного электронного машиностроения (ВЭМ), лауреат Государственной премии СССР (1987)[318].
- Сонневелт, Хенк (93) — нидерландский футболист, выступал на позициях нападающего и полузащитника за амстердамские команды АФК и «Аякс»[319].
- Штейн, Борис Самуилович (84) — советский и израильский поэт и писатель, племянник писателя Александра Штейна[320].
- Шушпанов, Павел Степанович (90) — советский военный лётчик, участник Великой Отечественной войны, генерал-майор в отставке, заслуженный военный лётчик СССР[321].
- Ли Юаньцзы (93) — тайваньский государственный деятель, вице-президент Китайской республики (1990—1996)[322].

## 7 марта

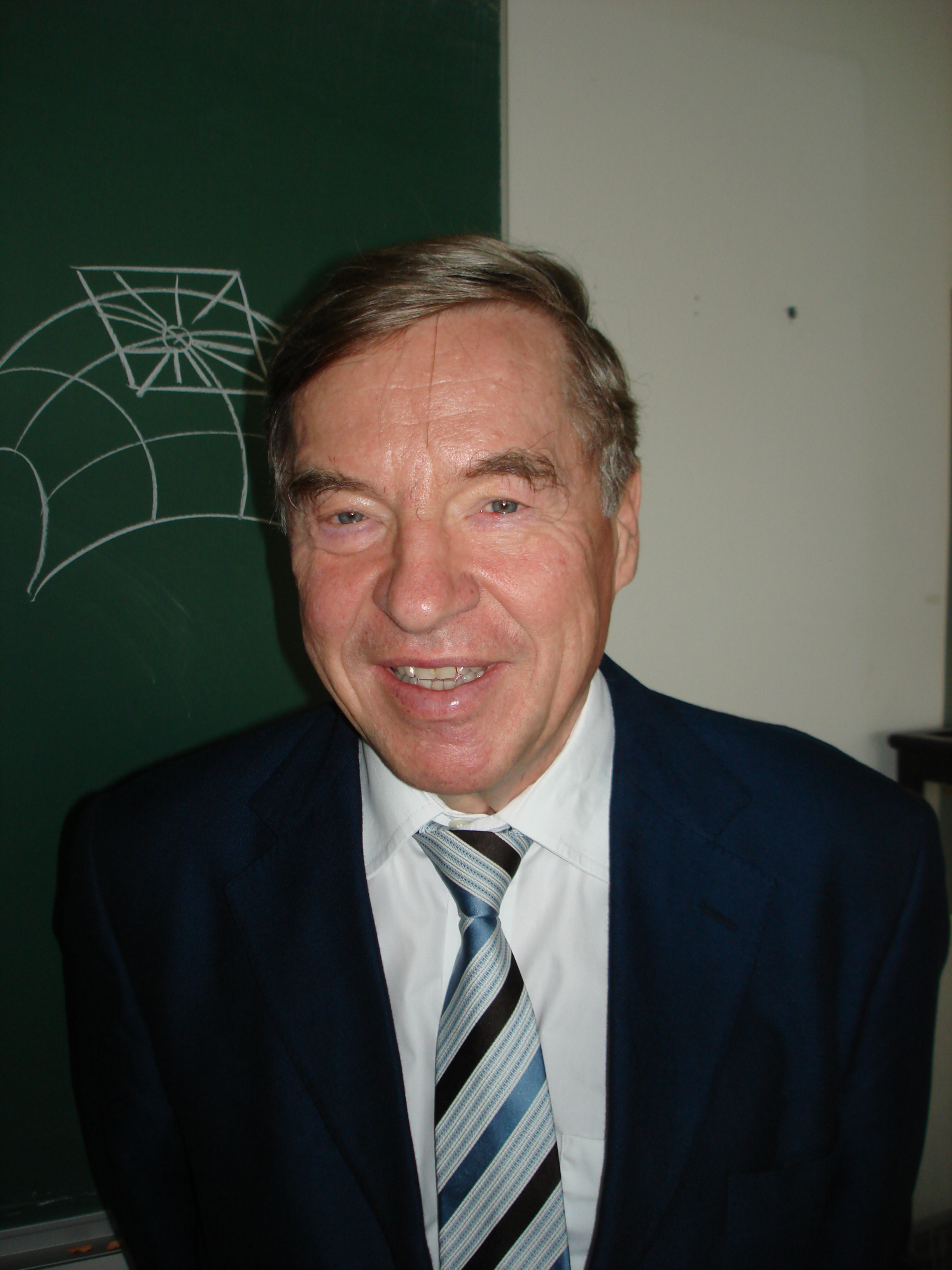
Петер Грубер

- Брезовски, Славко (94) — македонский архитектор, известный своими работами в направлении современной архитектуры[323].
- Васильев, Олег Фёдорович (91) — российский и советский учёный в области прикладной гидродинамики и гидравлики, академик РАН (1994)[324].
- Грубер, Петер (75) — австрийский математик, специалист по геометрической теории чисел, иностранный член РАН (2003)[325].
- Дашкевич, Анна Константиновна (26) — белорусская певица, основательница и солистка группы «Symphorine»[326].
- Демельт, Ханс (94) — немецко-американский физик, лауреат Нобелевской премии по физике (1989)[327].
- Древер, Рональд (85) — шотландский физик[328].
- Миябэ, Юкинори (47) — японский конькобежец, бронзовый призёр зимних Олимпийских игр в Альбервиле (1992)[329].
- Хабибуллин, Радик Габдуллович (82) — советский и российский пианист, народный артист Башкирской АССР[330].

## 6 марта

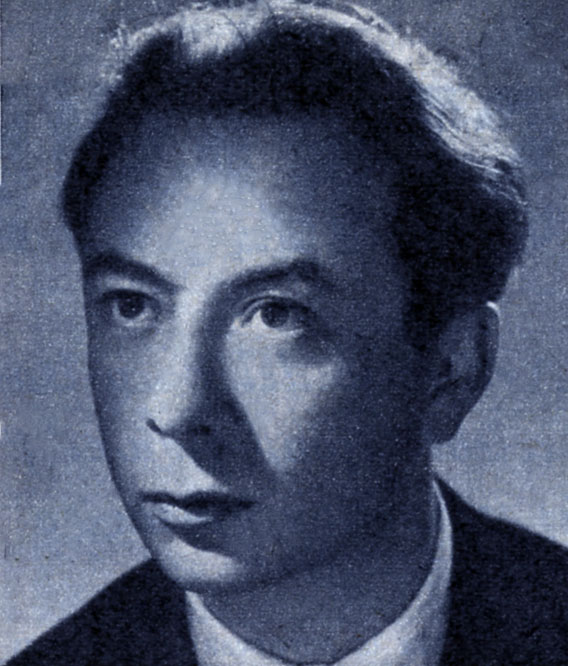
Альберто Дзедда

- Адамс, Ритчи (78) — американский певец и автор песен[331].
- Бараши, Захария (117) — старейший неверифицированный житель Израиля[332].
- Богуславский, Марк Моисеевич (92) — советский и российский правовед, главный научный сотрудник Института государства и права РАН, профессор, заслуженный деятель науки Российской Федерации (2006)[333].
- Бочаров, Сергей Георгиевич (87) — советский и российский литературовед[334].
- Гино, Бернар (91) — французский астроном[335].
- Дедриксон, Ларс (55) — шведский певец и автор песен[336].
- Дзедда, Альберто (89) — итальянский оперный дирижёр, художественный руководитель Россиниевского оперного фестиваля в Пезаро[337].
- Иголкин, Сергей Яковлевич (89) — советский и российский партийный деятель и организатор строительного производства, первый секретарь Владимирского горкома КПСС (1970—1974)[338].
- Казанчеев, Олег Алексеевич (60) — советский и российский актёр театра и кино, артист Театра на Таганке (1978—1998), театра МГУ МОСТ[339].
- Комиссаров, Калью (70) — советский и эстонский актёр и режиссёр, заслуженный деятель искусств Эстонии[340].
- Осборн, Роберт (84) — американский киноактёр[341].
- Островский, Марек (57) — польский футболист[342].
- Рэй, Раби (90) — индийский государственный деятель, спикер Лок сабхи (1989—1991)[343].
- Стори, Дадли (77) — новозеландский гребец, чемпион летних Олимпийских игр в Мехико (1968), серебряный призёр Олимпийских игр в Мюнхене (1972)[344].
- Стриганова, Белла Рафаиловна (84) — российский биолог, энтомолог, член-корреспондент РАН (2008)[345].
- Суровцева, Татьяна Николаевна (70) — советская и российская поэтесса и литературный переводчик[346].
- Хугланд, Билл (86) — американский баскетболист, чемпион летних Олимпийских игр в Хельсинки (1952) и в Мельбурне (1956)[347].
- Чентереджян, Ашот (64) — армянский скрипач и педагог[348].
- Чубич, Андрей (54) — российский поэт; рак[349].

## 5 марта

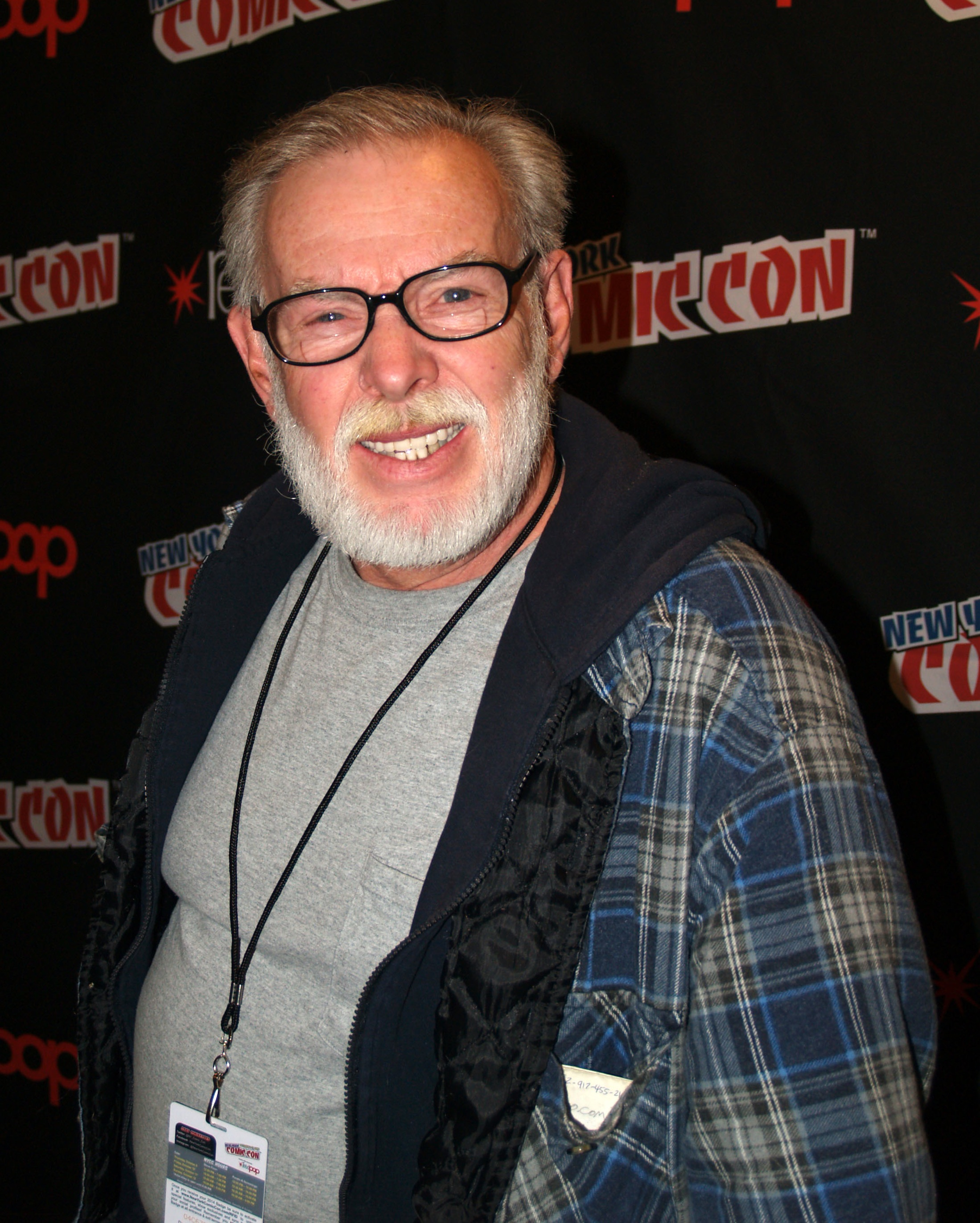
Джей Линч

- Вентрауб, Фред (88) — американский продюсер[350].
- Кампильо, Абриль (58) — мексиканская актриса (Марисоль, Обними меня крепче)[351].
- Линч, Джей (72) — американский карикатурист[352].
- Молль, Курт (78) — немецкий оперный певец (бас-профундо)[353].
- Талло, Владимир (64) — словацкий тренер по волейболу[354].
- Хайба, Анталь (79) — венгерский каноист, победитель чемпионата мира по гребле на байдарках и каноэ (1966) в Берлине[355]
- Шабаев, Анатолий Иванович (78) — советский и российский учёный в области почвозащитного земледелия, член-корреспондент РАН (2014; член-корреспондент РАСХН с 1995)[356].
- Шарапов, Василий Иванович (100) — советский государственный деятель, председатель Минского городского исполнительного комитета (1955—1968)[357].

## 4 марта

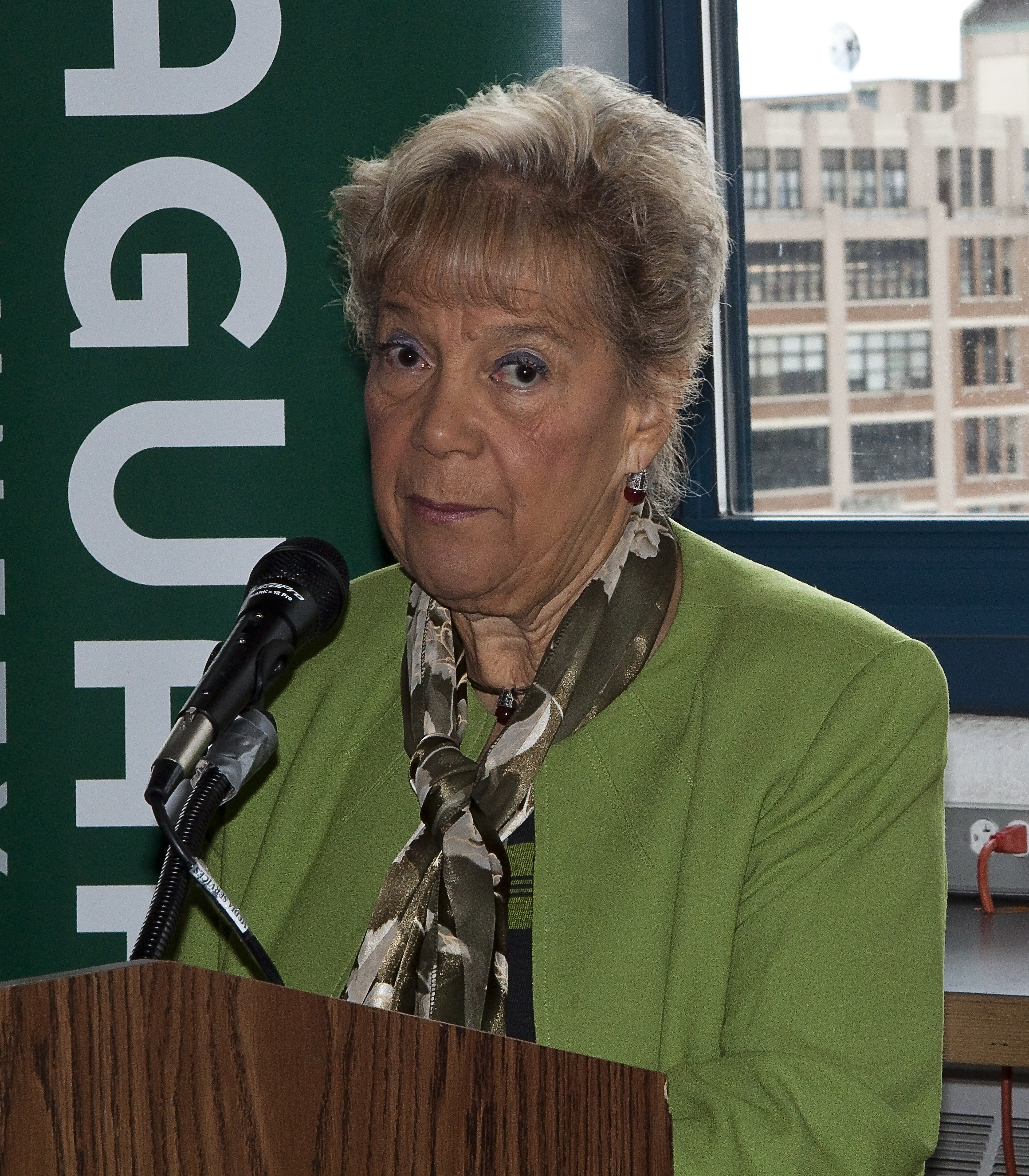
Хелен Маршалл

- Аверти, Жан-Кристоф (88) — французский телережиссёр[358].
- Вильяльта, Альберто (69) — сальвадорский футболист[359].
- Зверев, Сергей Дмитриевич (71) — советский государственный деятель, председатель Липецкого горисполкома (1988—1991), почётный строитель Российской Федерации[360].
- Кузнецов, Александр Всеволодович (81) — советский актёр театра и кино, режиссёр и сценарист[361].
- Маршалл, Хелен (87) — американский муниципальный деятель, президент боро Куинс (2002—2013)[362].
- Стоянович, Лазар (72) — югославский и сербский кинорежиссёр и публицист[363].
- Йитер, Клейтон (86) — американский государственный деятель, министр сельского хозяйства США (1989—1991)[364].

## 3 марта

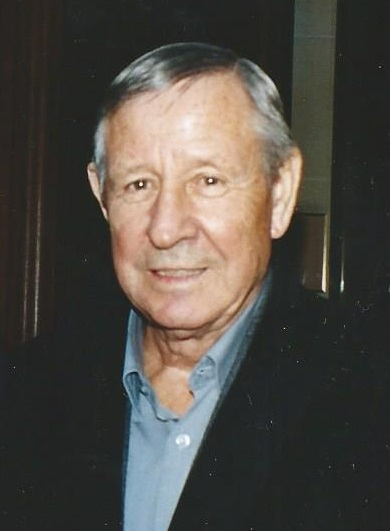
Раймон Копа

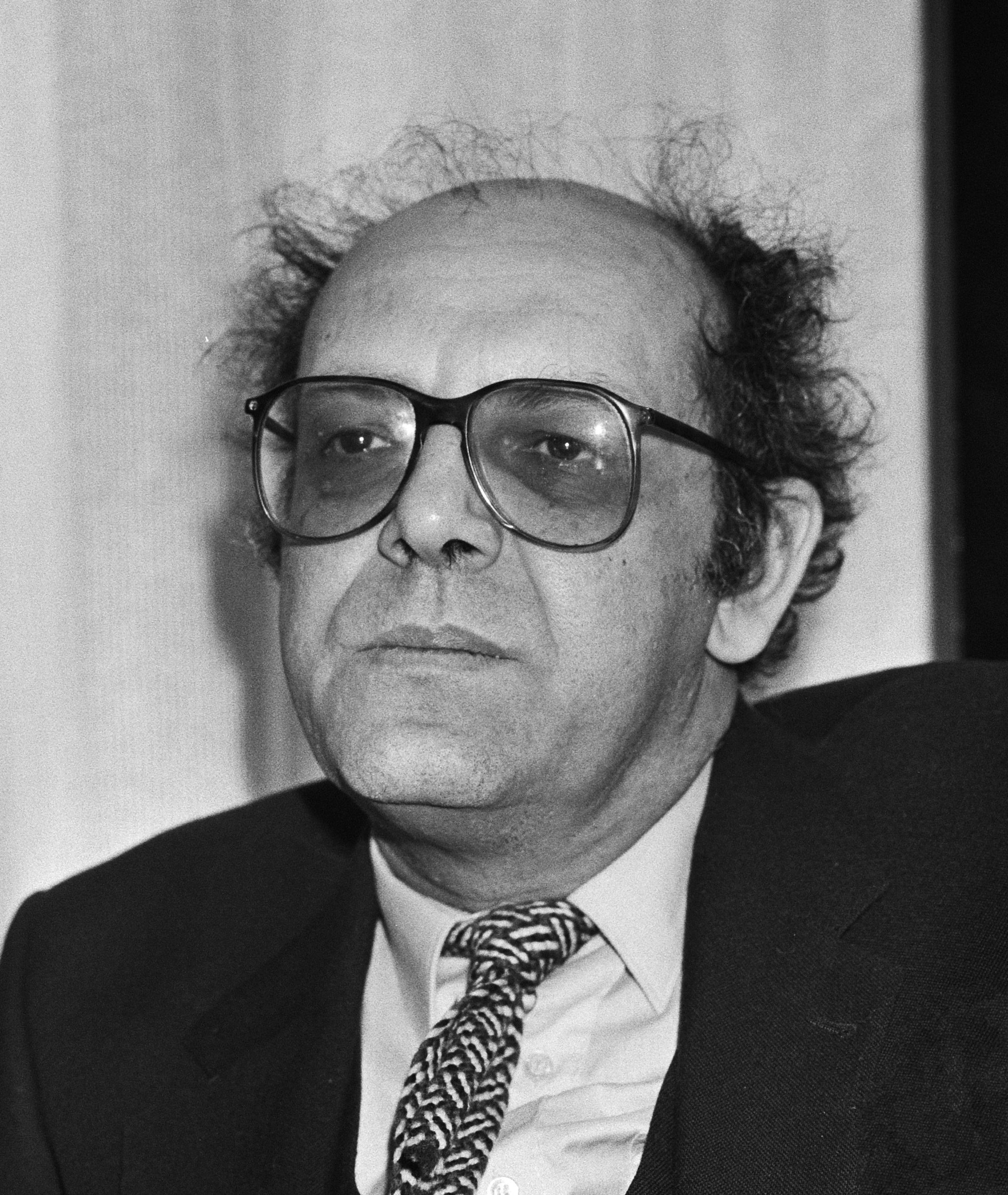
Миша Менгельберг

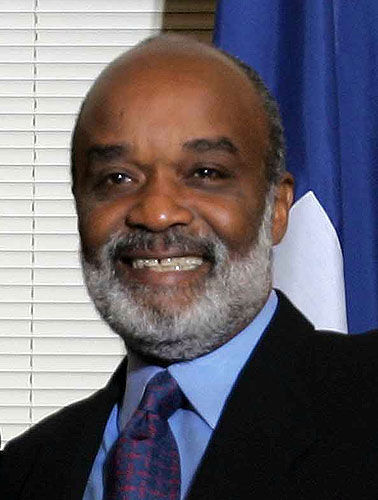
Рене Преваль

- Вукоичич, Мирьяна (69) — югославская и сербская театральная актриса, артистка Югославского драматического театра[365].
- Колоколов, Александр Александрович (70) — советский и российский математик, доктор физико-математических наук, профессор[366].
- Колон, Мириам (80) — пуэрто-риканская актриса[367].
- Копа, Раймон (85) — французский футболист польского происхождения, нападающий, обладатель «Золотого мяча» (1958), бронзовый призёр чемпионата мира в Швеции (1958)[368].
- Марченко, Иван Дмитриевич (87) — советский и украинский хозяйственный деятель, директор Артёмовского машиностроительного завода «Победа труда» (1973—1997)[369].
- Менгельберг, Миша (81) — нидерландский джазовый пианист и композитор[370].
- Пейдж, Томми (46) — американский эстрадный певец и композитор[371].
- Преваль, Рене (74) — гаитянский государственный деятель, президент Гаити (1996—2001 и 2006—2011)[372].
- Пэрри, Мэри (87) — британская фигуристка, бронзовый призёр чемпионата Европы по фигурному катанию в Гармиш-Партенкирхене (1960)[289].
- Росс, Стивен Алан (73) — американский экономист, профессор финансовой экономики кафедры имени Франко Модильяни MIT Sloan школы менеджмента[373].
- Старзл, Томас (90) — американский хирург-трансплантолог, учёный, основоположник современной трансплантации[374].
- Сюднес, Анне Кристин (60) — норвежский государственный деятель, министр международного развития (2000—2001)[375].

## 2 марта

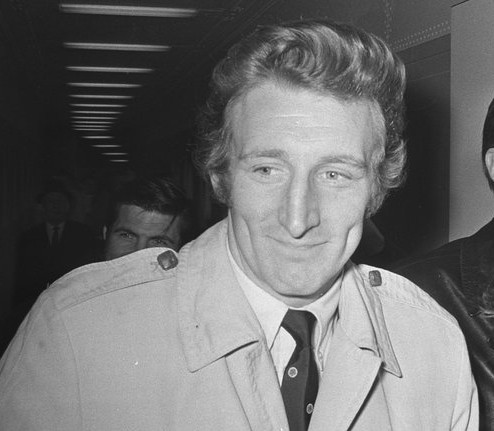
Томми Геммелл

- Вашут, Владимир (84) — чешский драматург, либреттист и балетный критик[376].
- Геммелл, Томми (73) — шотландский футболист, игрок «Селтика» и национальной сборной, обладатель Кубка европейских чемпионов 1966/1967[377].

## 1 марта

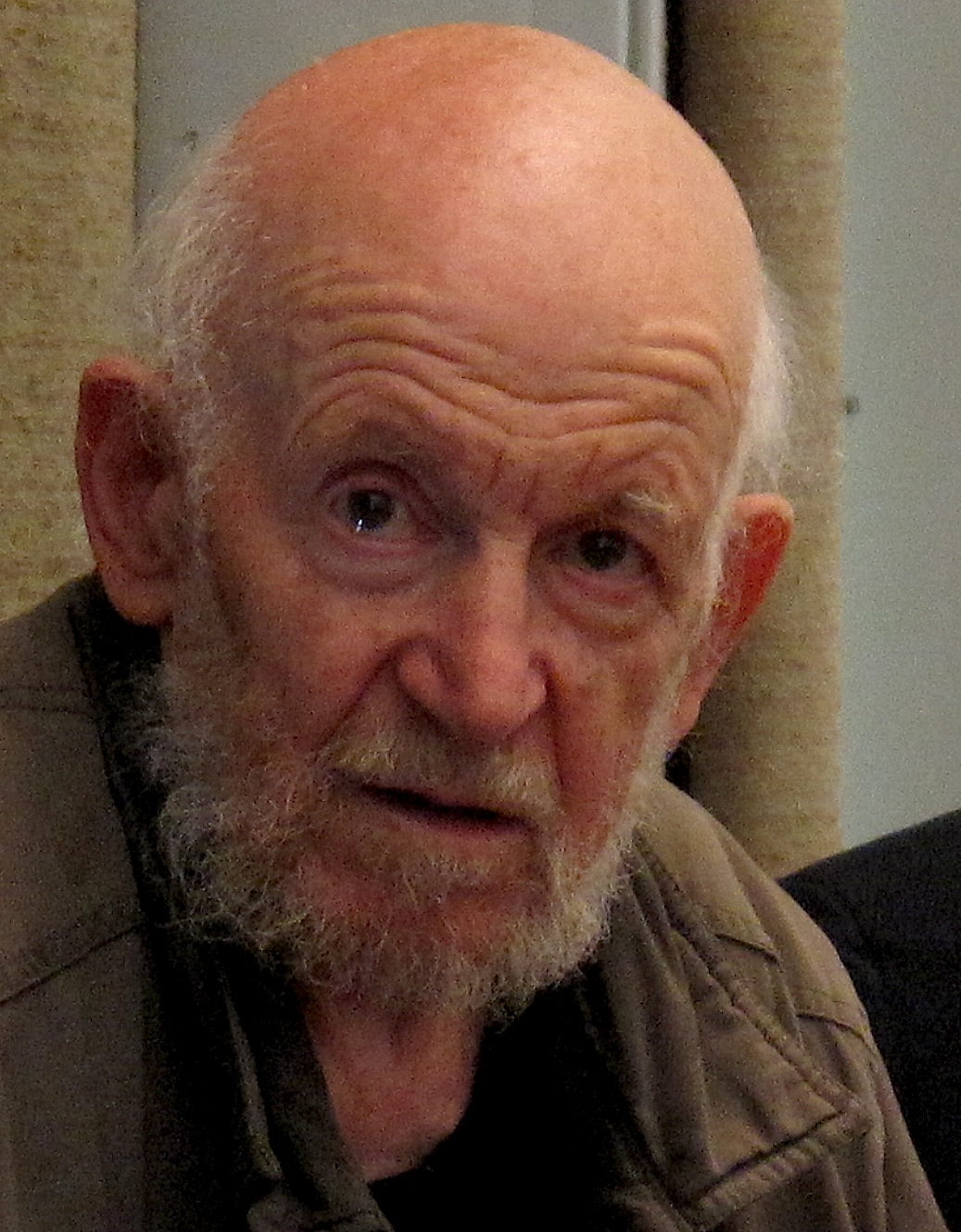
Густав Метцгер

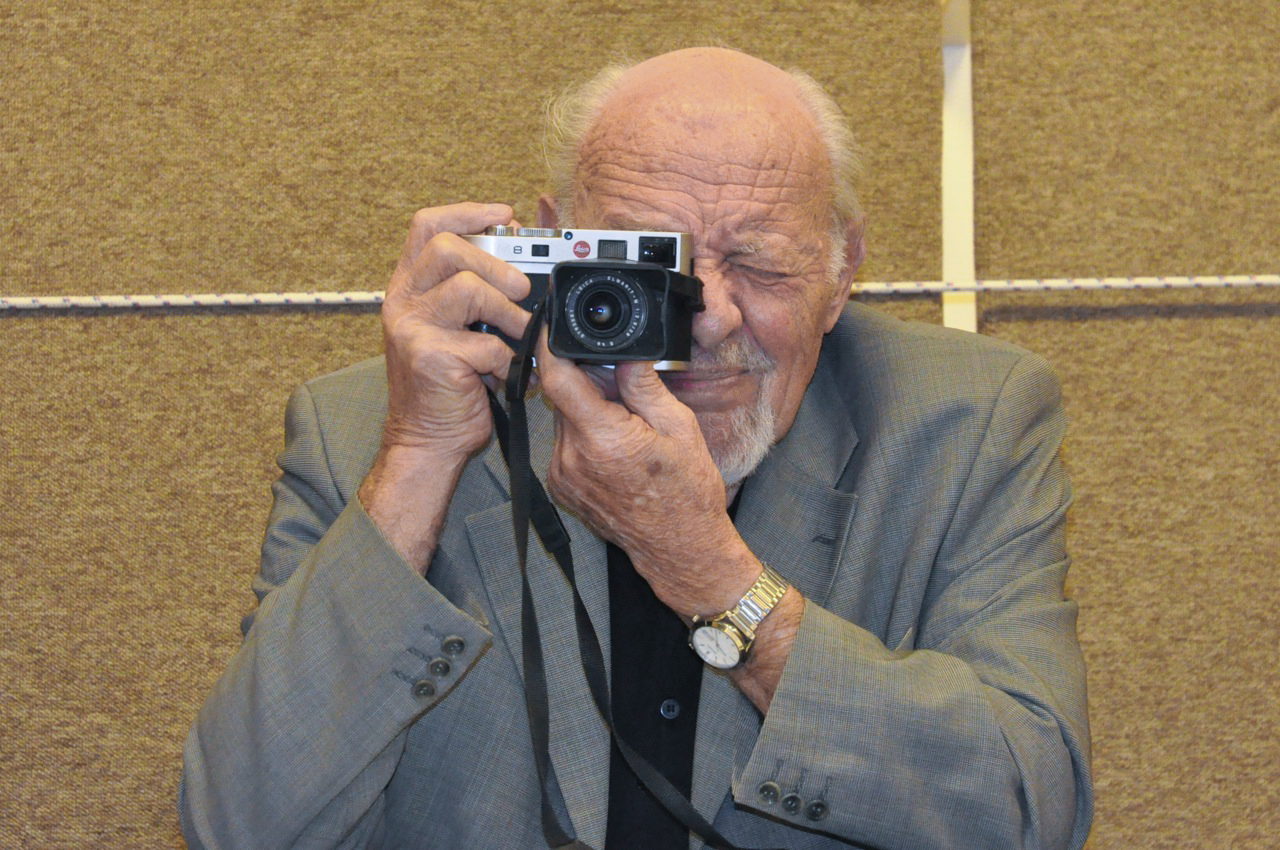
Давид Рубингер

- Беляев, Дмитрий Иванович (88) — советский государственный деятель, председатель Псковского горисполкома (1968—1971)[378].
- Громаков, Григорий Петрович (99) — металлург Макеевского металлургического завода имени Кирова, Герой Социалистического Труда (1958), участник Великой Отечественной войны[379].
- Долтон, Таня (45) — новозеландская спортсменка, чемпионка мира по нетболу (2003)[380].
- Зеленцов, Сергей Александрович (89) — советский военный инженер и организатор оборонной промышленности, главный инженер 12-го Главного управления Министерства обороны СССР (1974—1992), генерал-лейтенант в отставке, лауреат Государственной премии СССР[381].
- Кувахара, Ясуюки (74) — японский футболист, бронзовый призёр летних Олимпийских игр в Мехико (1968)[382].
- Метцгер, Густав (90) — британский художник-авангардист немецкого происхождения, создатель автодеструктивного искусства[383].
- Несторович, Весна (73) — югославская и сербская телеведущая[384].
- Рубингер, Давид (92) — израильский фотограф[385].
- Ставицкий, Ежи (89) — польский кино- и телевизионный оператор[386].
- Стрюк, Виктор Леонидович (64) — советский и российский океанолог, один из основателей и главный научный сотрудник Музея Мирового океана, заслуженный работник культуры Российской Федерации (2006)[387].
- Фокс, Паула (93) — американская писательница, сценарист и журналист, педагог[388].
- Джинс Шамсуддин (81) — малайзийский актёр и режиссёр. Национальный деятель искусств Малайзии[389] Архивная копия от 2 марта 2017 на Wayback Machine.